# Liste der Biografien/Henn
Liste der Biografien |
Portal Biografien |
Personensuche
# |
A |
B |
C |
D |
E |
F |
G |
H |
I |
J |
K |
L |
M |
N |
O |
P |
Q |
R |
S |
T |
U |
V |
W |
X |
Y |
Z |
?
 
Ha |
Hd |
He |
Hi |
Hj |
Hk |
Hl |
Hm |
Hn |
Ho |
Hr |
Hs |
Ht |
Hu |
Hv |
Hw |
Hy
 
Hea |
Heb |
Hec |
Hed |
Hee |
Hef |
Heg |
Heh |
Hei |
Hej |
Hek |
Hel |
Hem |
Hen |
Heo |
Hep |
Heq |
Her |
Hes |
Het |
Heu |
Hev |
Hew |
Hex |
Hey |
Hez
 
Hena |
Henb |
Henc |
Hend |
Hene |
Henf |
Heng |
Henh |
Heni |
Henj |
Henk |
Henl |
Henm |
Henn |
Heno |
Henq |
Henr |
Hens |
Hent |
Henu |
Henv |
Henw |
Heny |
Henz
Die Liste der Biografien führt alle Personen auf, die in der deutschsprachigen Wikipedia einen Artikel haben. Dieses ist eine Teilliste mit 603 Einträgen von Personen, deren Namen mit den Buchstaben „Henn“ beginnt.

## Henn
- Henn von Henneberg, Johann Ernst Joseph (1766–1805), preußischer Landrat
- Henn, Alexander (1643–1698), deutscher Benediktinerabt
- Henn, Aloys (1902–1988), deutscher Politiker (CDU)
- Henn, Astrid, deutsche Kinderbuchillustratorin
- Henn, Bernd (* 1946), deutscher Politiker (SPD, PDS, Die Linke), MdB
- Henn, Bernhart (1817–1865), US-amerikanischer Politiker
- Henn, Boris (* 1967), deutscher Moderator, Journalist und TV-Produzent
- Henn, Carrie (* 1976), US-amerikanische Kinderdarstellerin
- Henn, Carsten Sebastian (* 1973), deutscher WeinpublizistCarsten Sebastian Henn (* 1973)

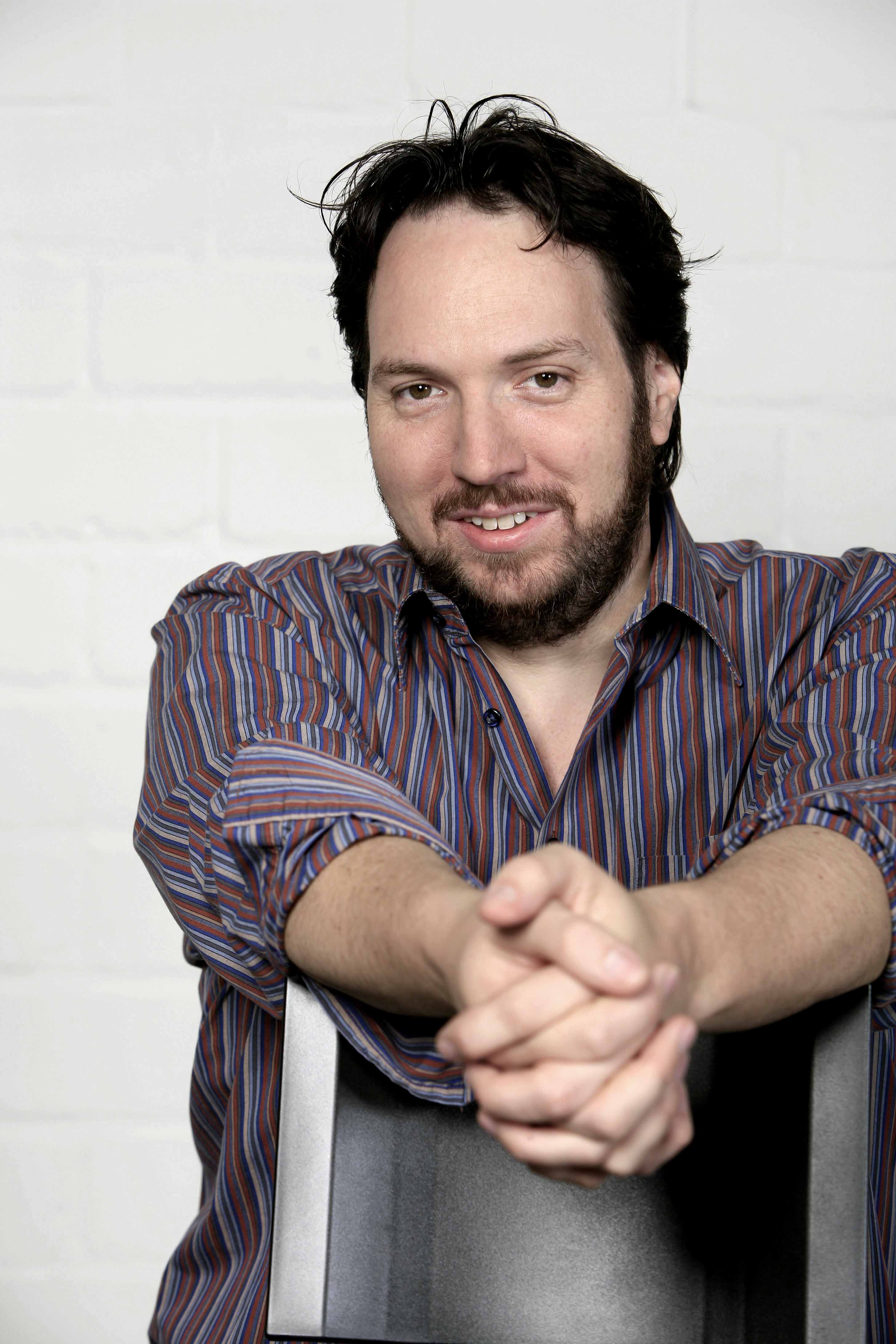
Carsten Sebastian Henn (* 1973)

- Henn, Christian (* 1964), deutscher Radrennfahrer
- Henn, Dirk (* 1960), deutscher Spieleautor
- Henn, Dominik (* 1976), deutscher Musiker
- Henn, Ernst (1909–1945), deutscher römisch-katholischer Priester und Gegner des Nationalsozialismus
- Henn, Fritz (1901–1984), deutscher Musikpädagoge, Dirigent und Kommunalpolitiker
- Henn, Fritz (* 1941), US-amerikanischer Psychiater
- Henn, Guido (* 1970), deutscher Dirigent, Komponist und Arrangeur
- Henn, Gunter (* 1947), deutscher Architekt und HochschullehrerGunter Henn (* 1947)

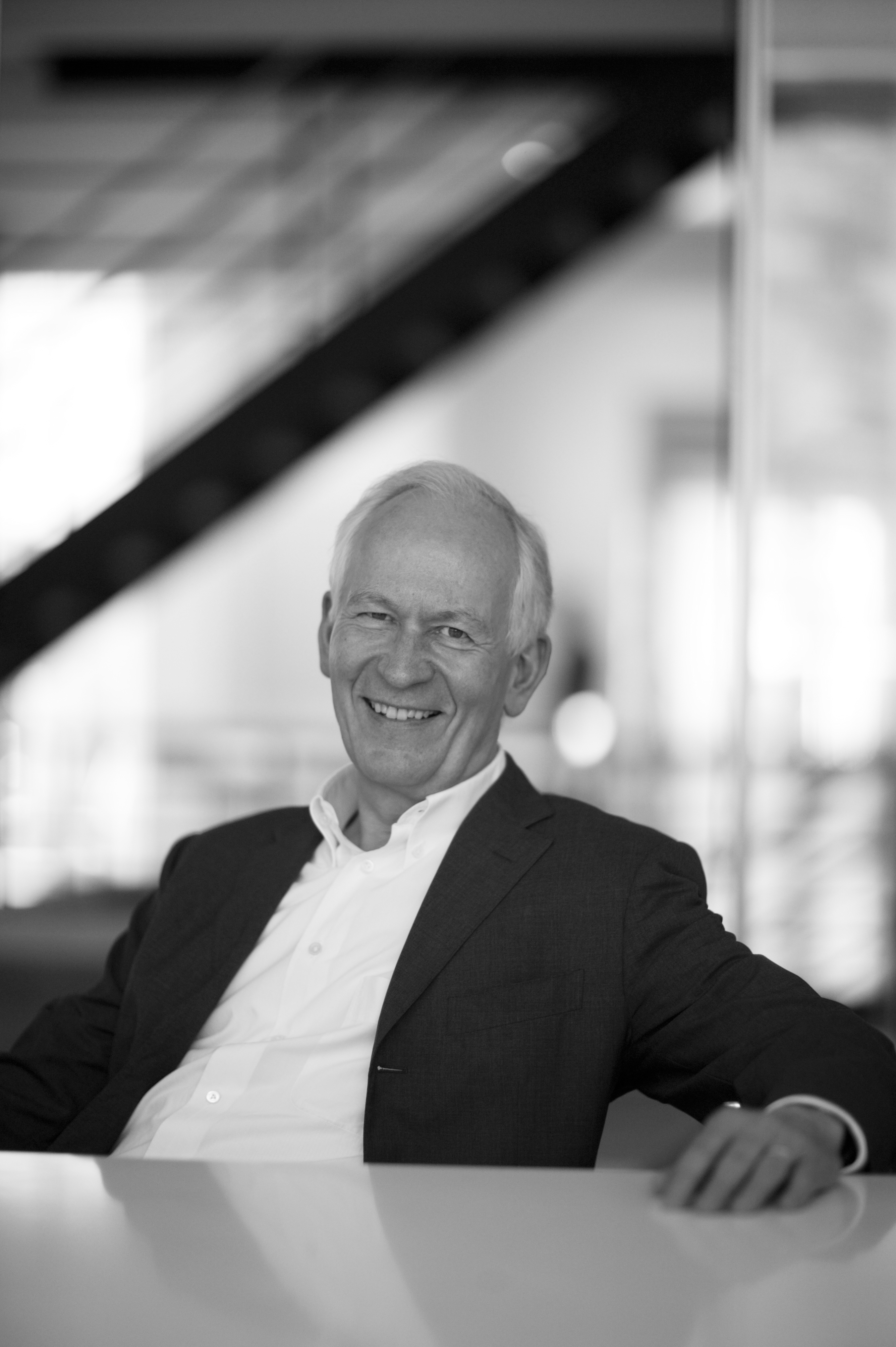
Gunter Henn (* 1947)

- Henn, Hans (1899–1958), deutscher Politiker
- Henn, Hans (1926–1993), deutscher Bobfahrer
- Henn, Hans-Werner (* 1954), deutscher Mathematiker
- Henn, Heidtrud (* 1962), deutsche Politikerin (SPD), MdB
- Henn, Heinz (* 1955), deutscher Unternehmer
- Henn, Johannes (* 1980), deutscher theoretischer Teilchenphysiker
- Henn, Karl (1917–2007), deutscher Jurist
- Henn, Kristina Magdalena (* 1977), deutsche Autorin
- Henn, Marianne (* 1944), kanadische Germanistin
- Henn, Matthias (* 1985), deutscher Fußballspieler
- Henn, Preston (1931–2017), US-amerikanischer Automobilrennfahrer und Unternehmer
- Henn, Rolf (* 1956), deutscher Karikaturist
- Henn, Rudolf (1880–1955), deutsch-amerikanischer Bildhauer
- Henn, Rudolf (1922–1989), deutscher Wirtschaftswissenschaftler
- Henn, Sebastian (* 1977), deutscher Wirtschaftsgeograph
- Henn, Simone (* 1977), deutsche Schauspielerin
- Henn, Ulrich (1925–2014), deutscher Bildhauer sakraler Kunst
- Henn, Volker (* 1942), deutscher Hansehistoriker und Hochschullehrer
- Henn, Walter (1912–2006), deutscher Architekt, Bauingenieur und Hochschullehrer
- Henn, Walter (1927–2004), saarländischer Politiker (FDP/DPS)
- Henn, Walter (1931–1963), deutscher Regisseur und Drehbuchautor
- Henn, Wilhelm (1892–1986), deutscher Politiker (CDU), MdL
- Henn, Wolfram (* 1961), deutscher Humangenetiker und Medizinethiker

### Henna
- Hennagan, Monique (* 1976), US-amerikanische Sprinterin (400 m) und Staffel-Olympiasiegerin
- Hennah, Dan, neuseeländischer Architekt, Artdirector und Szenenbildner
- Hennard, George (1956–1991), US-amerikanischer Amokläufer
- Hennawy, Mayada El (* 1959), syrische Sängerin

### Hennc
- Hennch, Georg (1839–1919), deutscher Eisenbahn-Bauingenieur und bayerischer Baubeamter

### Henne
- Henne am Rhyn, Otto (1828–1914), Schweizer Historiker und Archivar
- Henne, Albert Leon (1901–1967), belgisch-US-amerikanischer Chemiker
- Henne, Andreas (* 1966), deutscher GeneralAndreas Henne (* 1966)

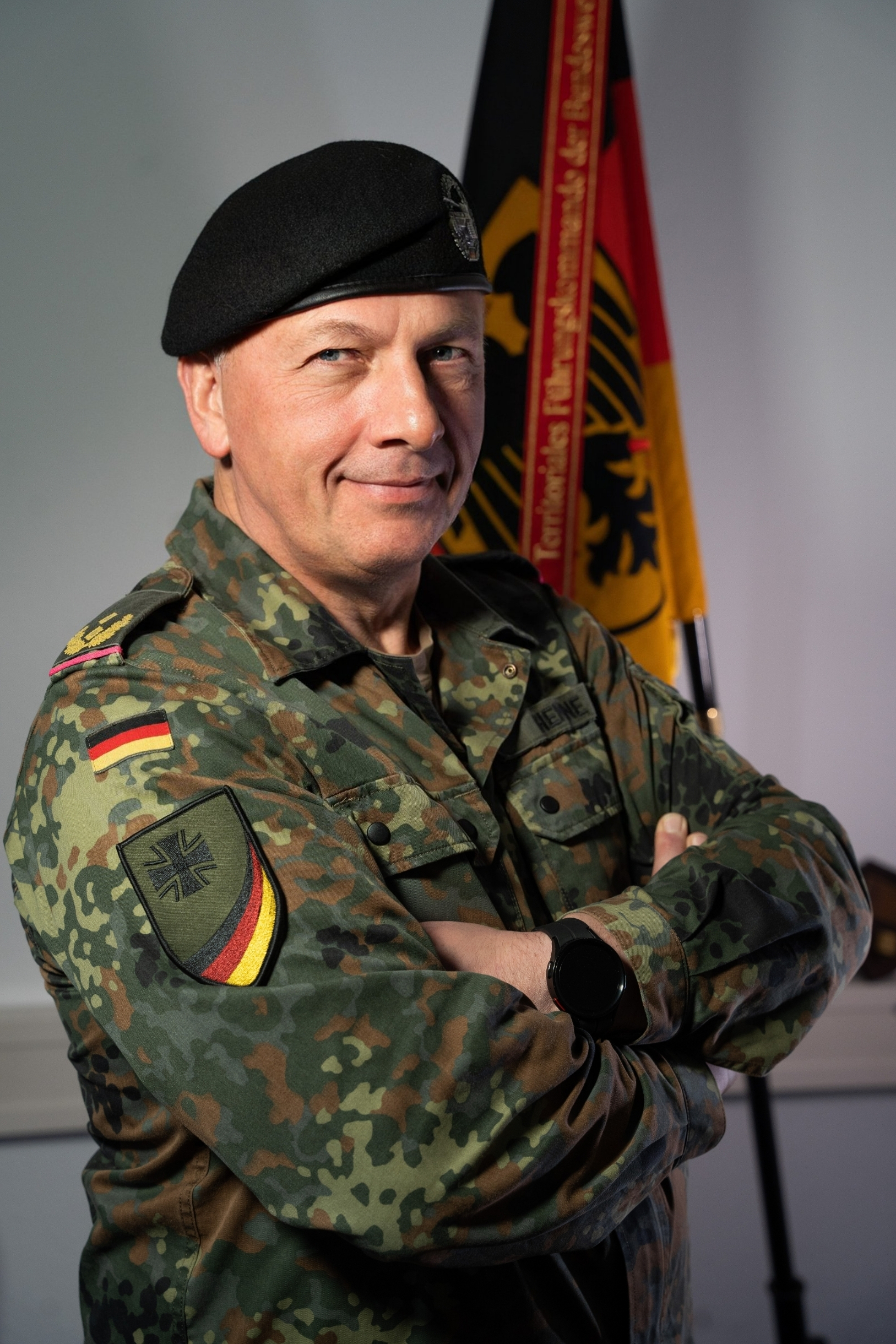
Andreas Henne (* 1966)

- Henne, Anton (1798–1870), Schweizer Historiker
- Henne, Artur (1887–1963), deutscher Maler
- Henne, August (1921–2006), deutscher Forstmann
- Henne, Bruno (* 1863), deutscher Theaterschauspieler und -regisseur
- Henne, Chad (* 1985), US-amerikanischer Footballspieler
- Henne, Eberhard (1943–2025), deutscher Tierarzt, Naturschützer und Politiker (SPD)
- Henne, Eberhard Siegfried (1759–1828), deutscher Kupferstecher
- Henne, Ernst Jakob (1904–2005), deutscher Motorrad- und Automobilrennfahrer und Unternehmer
- Henne, Heinrich (1865–1945), deutscher Brandschutztechniker und Hochschullehrer
- Henne, Helmut (1936–2021), deutscher Germanist
- Henne, Jan (* 1947), US-amerikanische Schwimmerin und Olympiasiegerin
- Henne, Josef (1862–1935), deutscher Fotograf
- Henne, Manfred (* 1944), deutscher Mittelstreckenläufer
- Henne, Matthias (* 1982), deutscher Politiker (CDU)Matthias Henne (* 1982)

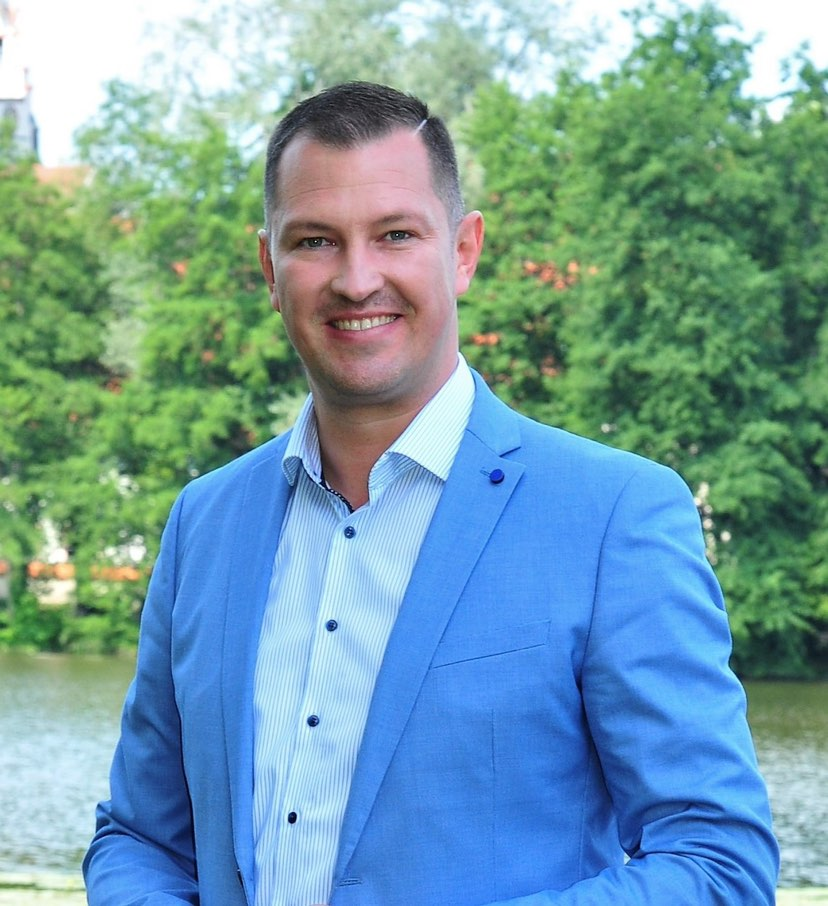
Matthias Henne (* 1982)

- Henne, Patrick (* 1985), deutscher Künstler
- Henne, Rolf (1901–1966), Schweizer Politiker (Nationale Front)
- Henne, Samuel David Ludwig (1712–1780), sächsischer evangelischer Pastor und Pomologe
- Henne, Wilhelm (1842–1883), deutscher Theaterschauspieler und -intendant
- Henne, Willi (1907–1977), deutscher Bauingenieur, SS-Standartenführer der Reserve, Ministerialrat beim Generalinspektor für das deutsche Straßenwesen (GdS) und Präsident des Hessischen Landesamtes für Straßenbau
- Henne-Bruns, Doris (* 1954), deutsche Chirurgin und Hochschullehrerin
- Henneaux, Marc (* 1955), belgischer Physiker
- Hennebains, Adolphe (1862–1914), französischer Flötist und Hochschullehrer
- Henneberg zu Irmelshausen-Wasungen, Charles (1899–1959), französischer Schriftsteller
- Henneberg, Alfred von (1867–1945), deutscher Fabrikant von Spitzen und Offizier
- Henneberg, Anna (1867–1931), deutsche Opernsängerin (Mezzosopran) und Gesangspädagogin
- Henneberg, Bruno (1830–1899), deutscher Landwirt und Politiker
- Henneberg, Christian Ludwig (1637–1675), deutscher lutherischer Theologe und Generalsuperintendent von Grubenhagen und auf dem Harz
- Henneberg, Claus (* 1928), deutscher Lyriker, Dramatiker und Erzähler
- Henneberg, Claus H. (1936–1998), deutscher Librettist und Übersetzer
- Henneberg, Ernst (1887–1946), deutscher Sanitätsoffizier, Generalstabsarzt der Wehrmacht
- Henneberg, Friedrich (1748–1812), braunschweigischer Staatsmann und Präfekt des Département Oker (1808–1812)
- Henneberg, Friedrich Wilhelm (1815–1880), deutscher Jurist und Politiker
- Henneberg, Georg (1908–1996), deutscher Mediziner und Behördenleiter
- Henneberg, Gerd Michael (1922–2011), deutscher Schauspieler
- Henneberg, Heinrich Georg (1669–1717), deutscher Postmeister und Nachrichtenagent
- Henneberg, Heinz Günther (1926–2016), deutscher Geodät
- Henneberg, Hellmuth (* 1958), deutscher Fernsehmoderator
- Henneberg, Henri (1877–1942), Schweizer Radrennfahrer
- Henneberg, Hermann (1904–1984), deutscher Chirurg und Sportmediziner
- Henneberg, Hugo (1863–1918), österreichischer Fotograf des Pictorialismus
- Henneberg, Johann Baptist (1768–1822), österreichischer Komponist, Pianist, Organist und Kapellmeister
- Henneberg, Julian, deutscher Synchronsprecher, Hörspielsprecher und Werbesprecher
- Henneberg, Karl Gustav (1847–1918), deutscher Seidenfabrikant in Zürich
- Henneberg, Karol Jan (1834–1906), polnischer Unternehmer
- Henneberg, Kurt († 1945), deutscher Musiker
- Henneberg, Lebrecht (1850–1933), deutscher angewandter Mathematiker und Hochschullehrer, Professor für Mechanik
- Henneberg, Nathalie (1910–1977), französische Schriftstellerin
- Henneberg, Rudolf (1826–1876), deutscher Maler
- Henneberg, Rudolf (1845–1909), deutscher Ingenieur, Unternehmer und Politiker (NLP), MdR
- Henneberg, Tina (* 1962), deutsche Fernsehmoderatorin
- Henneberg, Wilhelm (1825–1890), deutscher Agrikulturchemiker
- Henneberg, Wilhelm Hermann (1871–1936), deutscher Bakteriologe
- Henneberg, Wilhelmine (1824–1886), deutsche Wohltäterin
- Henneberg, Willy (1898–1961), deutscher Politiker (SPD), MdA
- Henneberg-Poppenbüttel, Otto (1905–1986), deutscher Landwirt und Politiker (CDU)
- Henneberger, August (1821–1866), deutscher Literaturhistoriker und Gymnasiallehrer
- Henneberger, August (1873–1961), deutscher Bildhauer
- Henneberger, August Philipp (1902–1980), deutscher Maler und Grafiker
- Henneberger, Barbara (1940–1964), deutsche Skirennläuferin
- Henneberger, Eduard (1895–1966), Schweizer Pianist und Komponist
- Henneberger, Kathrin (* 1987), deutsche Politikerin (Bündnis 90/Die Grünen) und Klimaaktivistin
- Henneberger, Moriz (1878–1959), Schweizer Schachmeister
- Henneberger, Otto (1892–1981), deutscher evangelischer Pfarrer und Kirchenrat
- Henneberger, Walter (1883–1969), Schweizer Schachspieler
- Henneberger, Werner (1904–1977), deutscher Anarchosyndikalist
- Hennebicque, Léon, französischer Turner
- Hennebique, François (1842–1921), französischer Bauingenieur
- Hennebo, Dieter (1923–2007), deutscher Gartenhistoriker
- Henneböle, Eberhard (1891–1979), deutscher Volksschuldirektor, Heimatpfleger und Heimatforscher
- Henneböle, Tobias (* 1992), deutscher Fußballspieler
- Hennecke von Riga, Statthalter und Vogt Wilnas
- Hennecke, Adolf (1905–1975), deutscher Bergmann, Aktivist und SED-Funktionär, FDGB-Funktionär, MdVAdolf Hennecke (1905–1975)

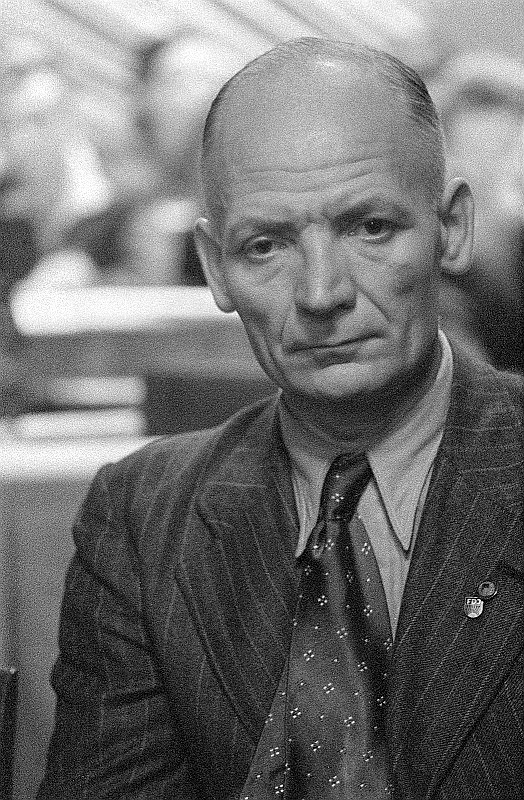
Adolf Hennecke (1905–1975)

- Hennecke, Angelika (* 1965), deutsche Sprachwissenschaftlerin und Übersetzungswissenschaftlerin
- Hennecke, Arthur (1888–1959), deutscher Unternehmer
- Hennecke, Carolin (* 1986), deutsche Biathletin
- Hennecke, Dietmar (1939–2023), deutscher Maschinenbauingenieur
- Hennecke, Edgar (1865–1951), deutscher Theologe
- Hennecke, Frank (* 1943), deutscher Jurist, Ministerialbeamter und Autor
- Hennecke, Günther (1912–1943), deutscher Mediziner, Tötungsarzt der Aktion T4
- Hennecke, Hans (1886–1945), deutscher Apotheker und Politiker (SPD)
- Hennecke, Hans (1897–1977), deutscher Literaturkritiker, Essayist und Übersetzer
- Hennecke, Hans Jörg (* 1971), deutscher Politikwissenschaftler und Wirtschaftsfunktionär
- Hennecke, Hans-Jörg (1942–2014), deutscher Journalist und Schriftsteller
- Hennecke, Iris (* 1969), deutsche Fußballspielerin
- Hennecke, Jost (1873–1940), deutscher Autor
- Hennecke, Karl (1886–1933), deutscher Manager der Montanindustrie
- Hennecke, Kurt (* 1905), deutscher Jurist, Staatsanwalt am Sondergericht Prag, Rechtsanwalt, Senatspräsident am Sozialgericht Celle
- Hennecke, Manfred (* 1948), deutscher Chemiker und Materialwissenschaftler
- Hennecke, Stefanie (* 1970), deutsche Landschaftsarchitektin
- Hennecke, Susanne (* 1966), deutsche Theologin
- Hennecke, Walter (1897–1984), deutscher Marineoffizier, zuletzt Konteradmiral der Kriegsmarine
- Hennecke, Wilhelm (1812–1890), deutscher Reichsgerichtsrat
- Hennefarth, Gottlieb (1897–1976), deutscher Politiker (KPD), MdL Württemberg-Hohenzollern
- Hennefeld, Thomas (* 1966), österreichischer reformierter Pfarrer und Landessuperintendent
- Hennefuß, Ludwig Salomon († 1819), Orgel- und Instrumentenbauer in Berlin
- Henneicke, Hermann (1886–1966), deutscher Gewerkschaftsfunktionär und Politiker der SPD/SPS
- Henneicke, Wim (1909–1944), niederländischer Kollaborateur
- Hennek, Mat (* 1969), deutscher Fotokünstler
- Henneka, Anton (1900–1984), deutscher Jurist, Richter am Bundesgerichtshof und des Bundesverfassungsgerichts
- Henneke, Hans-Günter (* 1957), deutscher Hochschullehrer und Präsidialmitglied des Deutschen Landkreistages (DLT)Hans-Günter Henneke (* 1957)

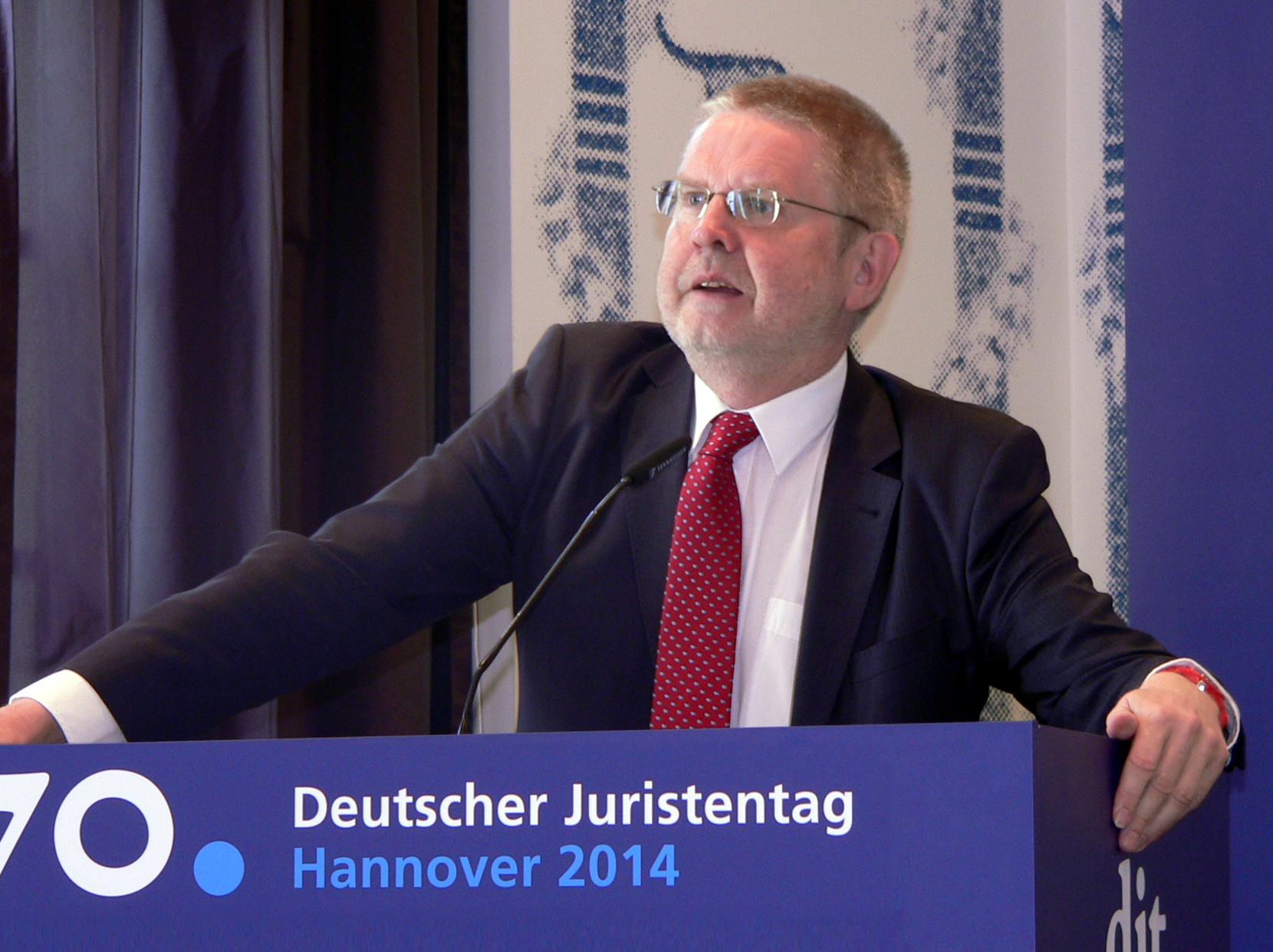
Hans-Günter Henneke (* 1957)

- Henneke, Stefanie (* 1979), deutsche Politikerin (Bündnis 90/Die Grünen)
- Henneken, Thamar (* 1979), niederländische Schwimmerin
- Henneken, Valentin († 1542), deutscher römisch-katholischer Abt, Zisterzienser
- Hennel, Cora Barbara (1886–1947), US-amerikanische Mathematikerin und Hochschullehrerin
- Henneman, Elwood (1915–1996), US-amerikanischer Neurophysiologe
- Henneman, Ig (* 1945), niederländische Jazz-Bratschistin und -Komponistin
- Henneman, Nicolaas (1813–1898), niederländischer Fotograf
- Hennemann, Caijsa Wilda (* 2001), schwedische Tennisspielerin
- Hennemann, Charles (1866–1938), US-amerikanischer Diskuswerfer, Kugelstoßer und Gewichtweitwerfer
- Hennemann, Ellen, deutsche Tischtennisspielerin
- Hennemann, Frank H. (* 1978), deutscher Entomologe
- Hennemann, Franziskus (1882–1951), deutscher Missionsbischof
- Hennemann, Friedrich (1936–2020), deutscher Manager
- Hennemann, Ivo (1824–1900), deutscher Eremit
- Hennemann, Johann Jakob von (1745–1792), Banater Volksheld
- Hennemann, Josef (1908–1968), deutscher Politiker (CDU), MdL
- Hennemann, Karl (1884–1972), deutscher Landschaftsmaler, Grafiker und Holzschneider
- Hennemann, Karl (1898–1963), deutscher Politiker (KPD), Gewerkschafter und Widerstandskämpfer
- Hennemann, Moritz (* 1985), deutscher Jurist
- Hennemann, Paul (* 1921), deutscher Fußballspieler
- Hennemann, Werner (1905–1985), deutscher Jurist und Politiker (DDR-CDU)
- Hennemann, Wilhelm (1786–1843), deutscher Mediziner
- Hennemann-Bartsch, Helene (1885–1964), deutsche Malerin
- Hennen, Anneli (1930–1990), deutsche Badmintonspielerin
- Hennen, Bernhard (* 1966), deutscher Fantasy-SchriftstellerBernhard Hennen (* 1966)

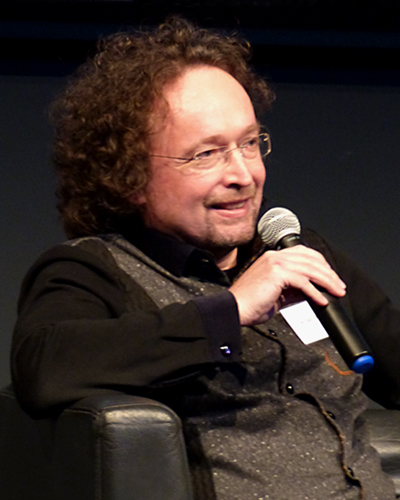
Bernhard Hennen (* 1966)

- Hennen, Burkhard (* 1946), deutscher Veranstalter von Jazz-Festivals und Jazz-Produzent
- Hennen, Dominik (* 1981), deutscher Basketballspieler
- Hennen, Manfred (1939–2018), deutscher Soziologe
- Hennen, Mark (* 1951), US-amerikanischer Jazzpianist (auch Keyboard, E-Piano)
- Hennen, Martina (* 1972), deutsche Fußballspielerin
- Hennen, Melina (* 1992), deutsche Schauspielerin
- Hennen, Pat (1953–2024), US-amerikanischer Motorradrennfahrer
- Hennen, Rupert (* 1997), deutscher Basketballspieler
- Hennen, Stephan (* 1990), deutscher Fußballspieler
- Hennen, Thomas (* 1978), US-amerikanischer römisch-katholischer Geistlicher, Bischof von Baker
- Hennen, Thomas J. (* 1952), US-amerikanischer Astronaut
- Hennenberg, Fritz (* 1932), deutscher Musikwissenschaftler und Dramaturg
- Hennenberger, Caspar (1529–1600), deutscher Pfarrer, Kartograf und Landeskundler
- Hennenhöfer, Gerald (* 1947), deutscher Beamter, Leiter Abteilung Reaktorsicherheit im Bundesumweltministerium (1994–1998 und ab 2009)
- Hennenhofer, Johann Heinrich David von (1793–1850), deutscher Diplomat und angeblicher Mörder Kaspar Hausers
- Hennenvogel, Hans Michael (1722–1808), Stuckateur der Wessobrunner Schule
- Hennepin, Louis (* 1626), belgischer Franziskaner, Missionar und Entdecker Nordamerikas
- Hennequin de Fresnel, Ferdinand Peter (1762–1831), österreichischer General der Kavallerie, Ritter des Maria-Theresia-Ordens und zweiter Inhaber des Kürassier-Regiments Nr. 6
- Hennequin, Denis (* 1958), französischer Manager
- Hennequin, Dominique, französischer Toningenieur
- Hennequin, Émile (1858–1888), französischer Philosoph, Journalist und Literaturkritiker
- Hennequin, Maurice (1863–1926), französischer Komödiendichter und Librettist
- Hennequin, Paul (* 2002), französischer Radrennfahrer
- Hennequin, Philippe Augustin (1762–1833), französischer Maler
- Hennequin, Robert (1920–2002), französischer Fußballspieler und -trainer
- Henner, Jean-Jacques (1829–1905), französischer Maler
- Henner, Marilu (* 1952), US-amerikanische Schauspielerin und BuchautorinMarilu Henner (* 1952)

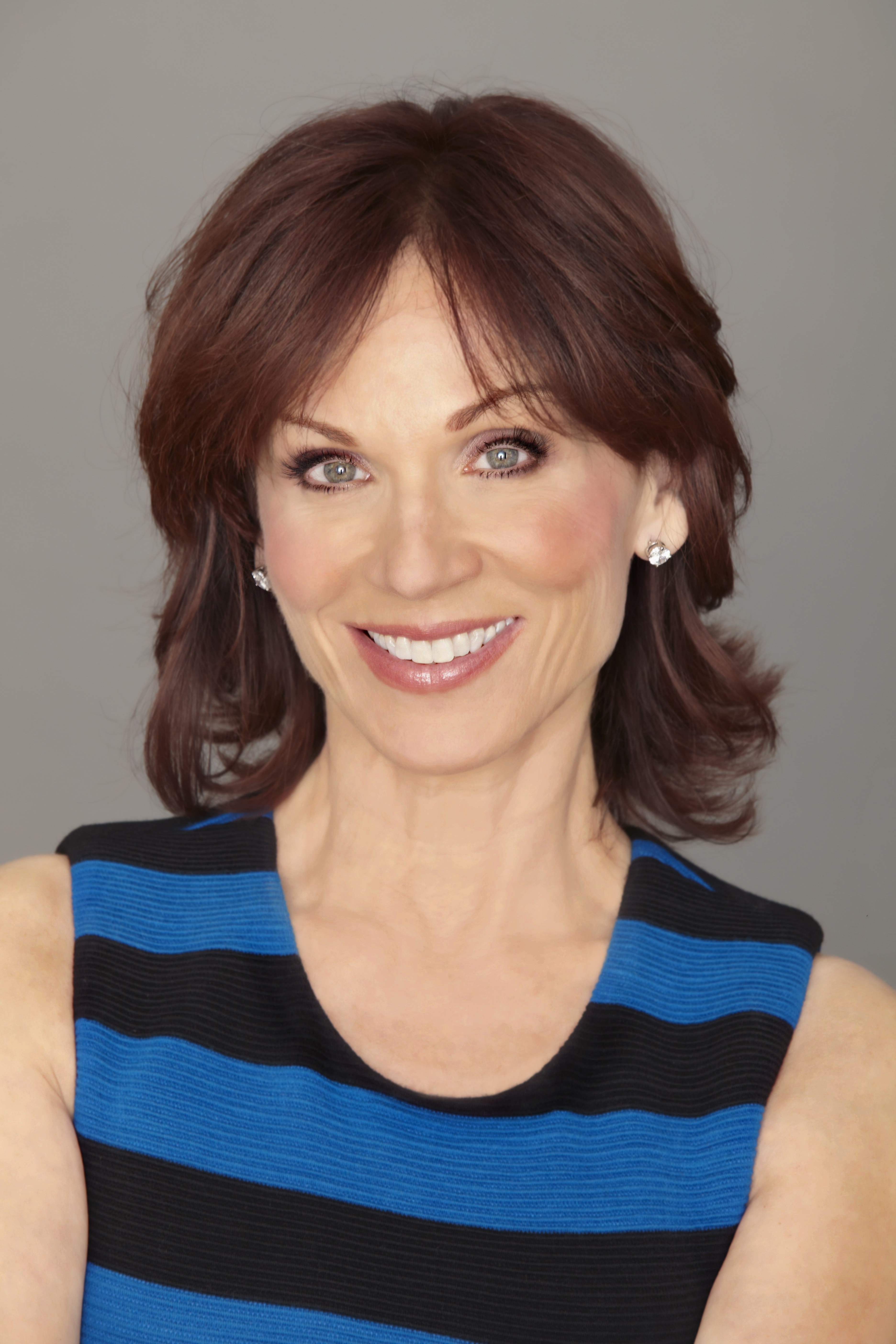
Marilu Henner (* 1952)

- Hennerici, Günther (1924–2000), deutscher Motorsportteamchef
- Hennerici, Josef (1890–1974), deutscher Politiker (SPD), MdL
- Hennerici, Marc (* 1982), deutscher Rennfahrer
- Hennerkes, Brun-Hagen (* 1939), deutscher Rechtswissenschaftler, Rechtsanwalt und Vorstandsvorsitzender der Stiftung Familienunternehmen
- Hennerkes, Jörg (* 1948), deutscher politischer Beamter, Staatssekretär
- Hennermann, Célestine (* 1972), deutsche Dramaturgin und Regisseurin
- Hennersperger, Anna (* 1955), deutsche römisch-katholische Theologin
- Hennert, Johann Friedrich (1733–1813), deutscher Mathematiker und Astronom
- Hennert, Karl Wilhelm (1739–1800), deutscher Forstmann
- Hennes, Aloys (1827–1889), deutscher Pianist
- Hennes, Cindy, belgische Sängerin
- Hennes, Franziska (* 1992), deutsche Squashspielerin
- Hennes, Friedrich Wilhelm (1883–1966), deutscher Ingenieur und Politiker (ChrsV), MdR
- Hennes, Gertraud (1880–1944), deutsche Steyler Missionsschwester und Märtyrin
- Hennes, Kurt (* 1939), deutscher Badmintonspieler
- Hennes, Tanja (* 1971), deutsche Radrennfahrerin und Sportliche Leiterin
- Hennes, Ulrich (* 1962), deutscher römisch-katholischer Geistlicher
- Hennessey, Dorothy (1913–2008), US-amerikanische Franziskanerin
- Hennessey, John J. (1921–2001), US-amerikanischer Offizier, General der US-Army
- Hennessey, Mike (1928–2017), britischer Musikjournalist, Biograf und Jazzpianist
- Hennessey, Nick, britischer Storyteller, Folksänger und singer-Songwriter
- Hennessey, Reilly (* 1995), US-amerikanischer American-Football-Spieler
- Hennessey, Robert Francis (* 1952), US-amerikanischer römisch-katholischer Geistlicher, Weihbischof in Boston
- Hennessey, Terry (1942–2025), walisischer Fußballspieler
- Hennessey, Wayne (* 1987), walisischer Fußballtorhüter
- Hennessy, Angela (* 1953), englische Malerin
- Hennessy, Brian Leo John (1919–1997), US-amerikanischer Ordensgeistlicher
- Hennessy, David, 3. Baron Windlesham (1932–2010), britischer Politiker (Conservative Party)
- Hennessy, Jean (1874–1944), französischer Diplomat
- Hennessy, Jill (* 1968), kanadische Schauspielerin und MusikerinJill Hennessy (* 1968)

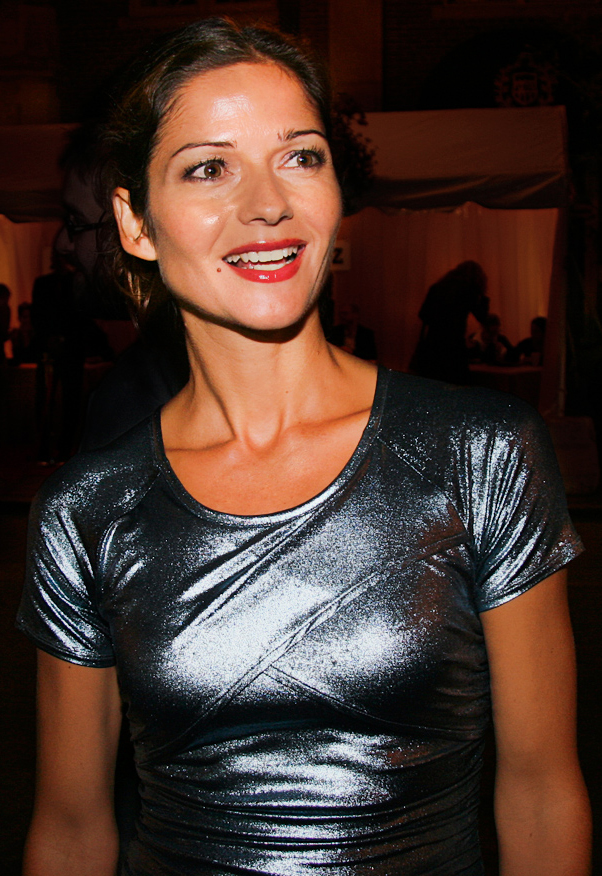
Jill Hennessy (* 1968)

- Hennessy, Joan (1920–2009), kanadische Badmintonspielerin
- Hennessy, John (1825–1900), irischer römisch-katholischer Geistlicher in den Vereinigten Staaten und Erzbischof von Dubuque
- Hennessy, John Joseph (1847–1920), irischer Geistlicher, Bischof von Wichita
- Hennessy, John L. (* 1952), US-amerikanischer Informatiker, Präsident der Stanford-Universität
- Hennessy, Josh (* 1985), US-amerikanischer Eishockeyspieler
- Hennessy, Kilian (1907–2010), französischer Geschäftsmann
- Hennessy, Matt (* 1997), US-amerikanischer American-Football-Spieler
- Hennessy, Peter, Baron Hennessy of Nympsfield (* 1947), britischer Historiker
- Hennessy, Swan (1866–1929), irisch-amerikanischer Komponist
- Hennessy, Thomas (* 1994), US-amerikanischer American-Football-Spieler
- Hennessy, William (1839–1917), britischer Landschaftsmaler
- Hennesy, Carolyn (* 1962), US-amerikanische Schauspielerin
- Hennesy, Dale (1926–1981), US-amerikanischer Artdirector und Szenenbildner
- Hennet, Leopold (1876–1950), österreichischer Agrarier, Beamter und Minister
- Hennet, Robert (1886–1930), belgischer Fechter
- Hennetmair, Karl Ignaz (1920–2018), langjähriger Nachbar und zeitweiliger Freund des österreichischen Autors Thomas Bernhard
- Henneveld, Rob (* 1963), niederländischer Judoka
- Henney, Arthur (1881–1958), deutscher Automobilrennfahrer und Unternehmer
- Henney, Charles W. (1884–1969), US-amerikanischer Politiker
- Henney, Dagmar R. (1931–2023), deutsch-amerikanische Mathematikerin und Hochschullehrerin
- Henney, Daniel (* 1979), US-amerikanischer Schauspieler
- Hennezel, Marie de (* 1946), französische Psychologin, Psychotherapeutin und Sachbuchautorin

### Henni
- Henni, John (1805–1881), römisch-katholischer Erzbischof von Milwaukee
- Henni, Lisa (* 1982), schwedische Schauspielerin

#### Hennia
- Henniart, Guy (* 1953), französischer Mathematiker

#### Hennic
- Hennicke, André (* 1958), deutscher Schauspieler, Filmregisseur und Filmproduzent sowie Drehbuch- und RomanautorAndré Hennicke (* 1958)

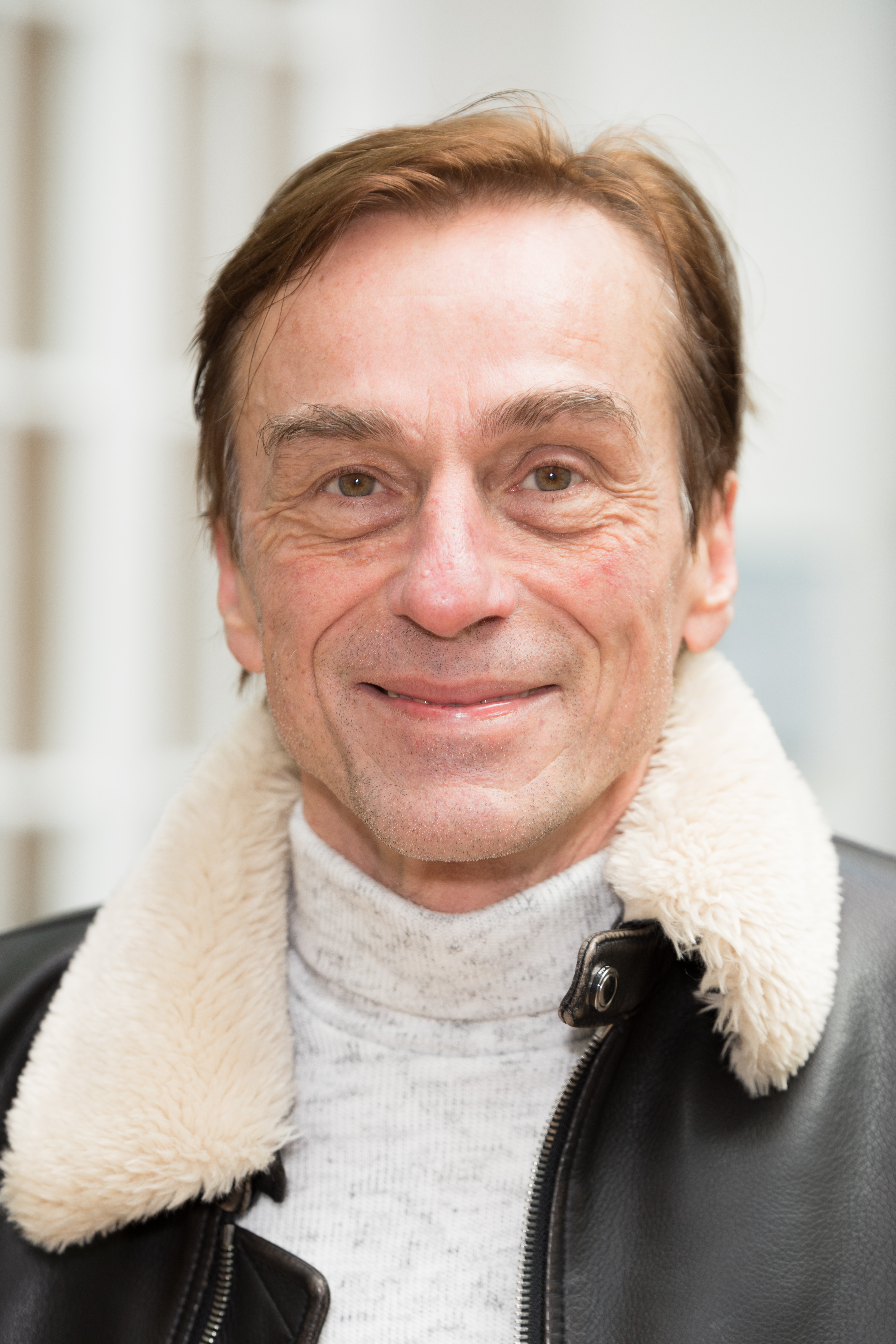
André Hennicke (* 1958)

- Hennicke, Benno (1835–1911), deutscher Ingenieur und Politiker, MdHB
- Hennicke, Carl Richard (1865–1941), deutscher Arzt und Ornithologe
- Hennicke, Crafft Gottfried (1698–1767), deutscher Mediziner, Stadtphysicus in Öhringen und Leibarzt des Grafen von Hohenlohe-Neuenstein
- Hennicke, Hans Walter (1927–1993), deutscher Keramiker
- Hennicke, Irmgard (1925–2021), deutsche Richterin am Bundespatentgericht
- Hennicke, Johann Christian von (1681–1752), kursächsischer und polnischer Verwaltungsbeamter
- Hennicke, Johann Christoph (1698–1763), deutscher Mediziner, Stadtphysicus in Öhringen und Leibarzt des Grafen von Hohenlohe-Bartenstein
- Hennicke, Johann Friedrich (1764–1848), deutscher Gymnasiallehrer
- Hennicke, Julius (1832–1892), deutscher Architekt
- Hennicke, Paul (1883–1967), deutscher Politiker (NSDAP), SS-Obergruppenführer und General der Polizei
- Hennicke, Peter (* 1942), deutscher Hochschullehrer
- Hennicke, Wiegand (1928–2000), deutscher Politiker (CDU), MdA
- Hennicot-Schoepges, Erna (* 1941), luxemburgische Politikerin, Mitglied der Chambre, MdEP

#### Hennie
- Hennie, Aksel (* 1975), norwegischer Schauspieler, Regisseur und DrehbuchautorAksel Hennie (* 1975)

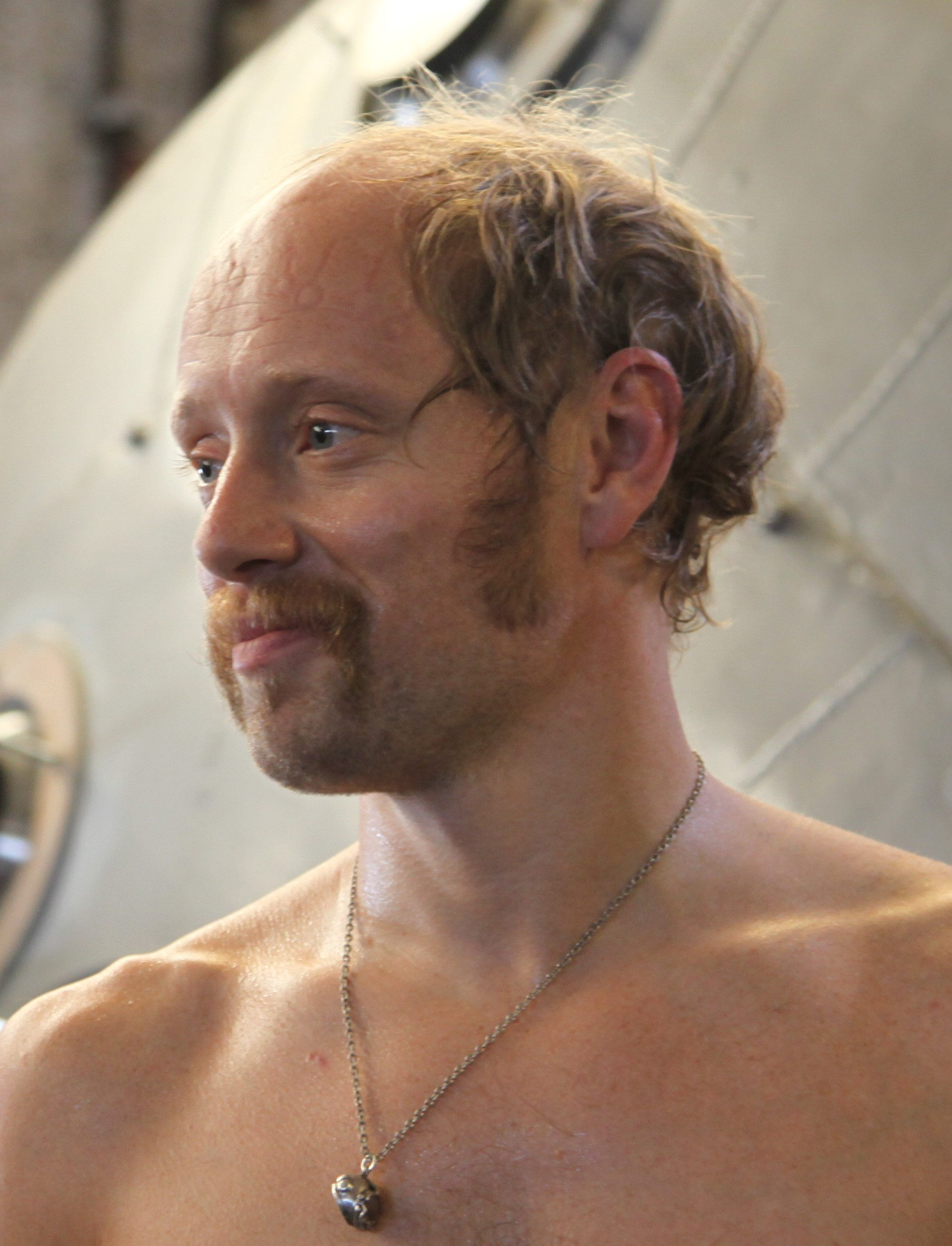
Aksel Hennie (* 1975)

- Hennies, Astrid (* 1968), deutsche Politikerin (SPD), MdHB
- Hennies, Herbert (1900–1979), deutscher Schauspieler, Schriftsteller, Liedtexter und Hörspielsprecher

#### Hennig
- Hennig von Jessen, Christian (1649–1719), deutscher Pastor und Sprachforscher
- Hennig von Lange, Alexa (* 1973), deutsche Moderatorin, Schriftstellerin und ModelAlexa Hennig von Lange (* 1973)

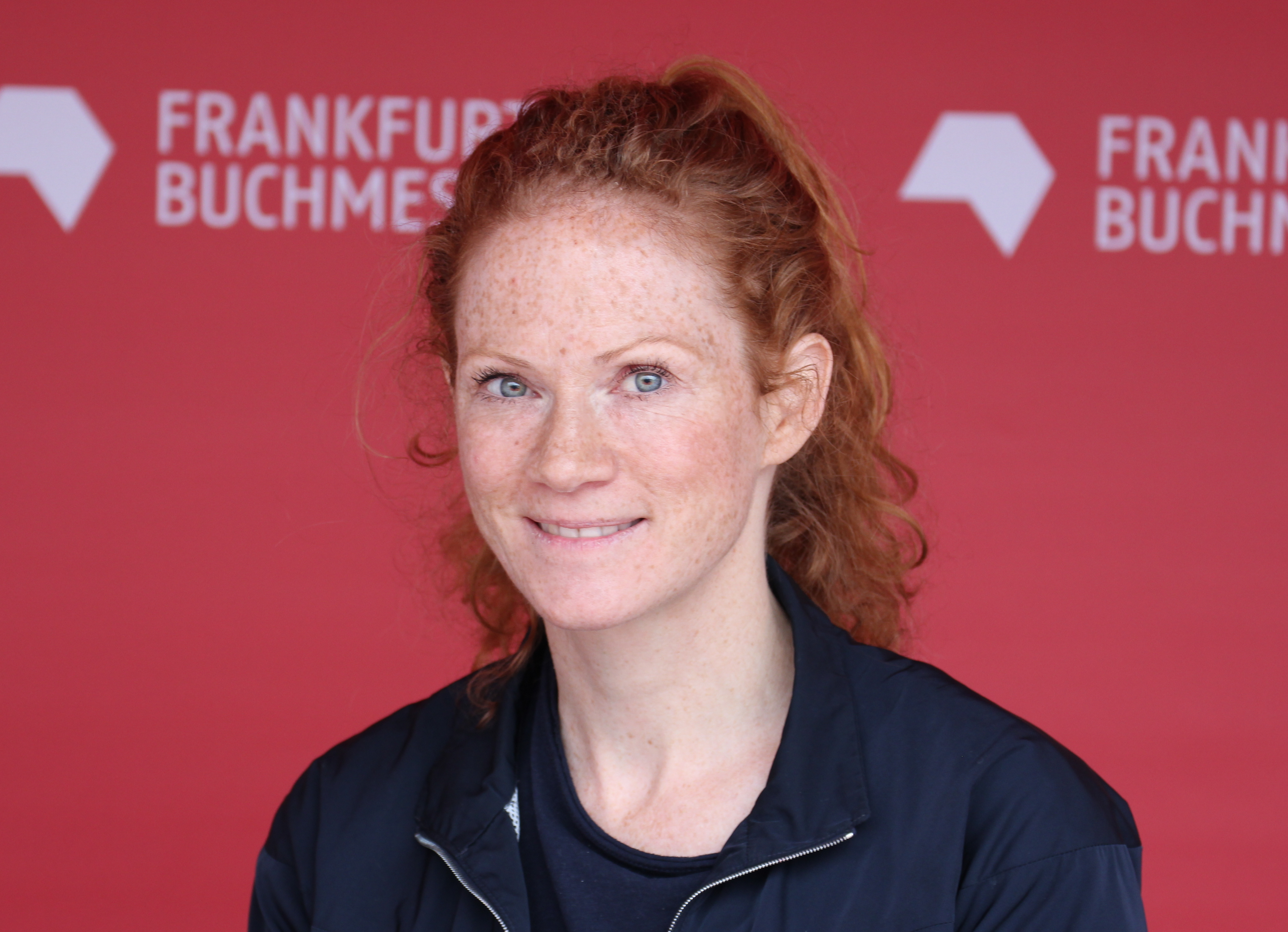
Alexa Hennig von Lange (* 1973)

- Hennig von Lange, Saskia (* 1976), deutsche Schriftstellerin und Kunsthistorikerin
- Hennig, Albert (1907–1998), deutscher Bauhaus-Künstler
- Hennig, Alexander (* 1977), deutscher Wirtschaftswissenschaftler
- Hennig, Alfred (1886–1916), sächsischer Offizier, Lehrer, Prähistoriker
- Hennig, Alfred (1904–1963), deutscher NDPD-Funktionär
- Hennig, Amelie (* 1998), deutsche Schauspielerin
- Hennig, Amy (* 1964), US-amerikanische Videospieldirektorin und Drehbuchautorin
- Hennig, Anders (1864–1918), schwedischer Geologe, Petrograph und Paläontologe
- Hennig, Anke (* 1964), deutsche Politikerin (SPD), MdB
- Hennig, Arno (1897–1963), deutscher Politiker (SPD), MdL, MdB
- Hennig, Auguste (1864–1959), deutsche Frauenrechtlerin und Politikerin
- Hennig, Beate (* 1942), deutsche Germanistin
- Hennig, Bernd (* 1952), deutscher Bildhauer und Objektkünstler
- Hennig, Bettina (* 1963), deutsche Journalistin, Schriftstellerin und Dozentin
- Hennig, Carsten (* 1967), deutscher Komponist
- Hennig, Carsten (* 1976), deutscher Fußballspieler
- Hennig, Christian (* 1966), deutscher Statistiker und Hochschullehrer
- Hennig, Curt (1958–2003), US-amerikanischer WrestlerCurt Hennig (1958–2003)

Curt Hennig (1958–2003)

- Hennig, Dieter (* 1940), deutscher Althistoriker
- Hennig, Dieter (* 1943), deutscher Maler, Grafiker und Objektkünstler
- Hennig, Dietmar (* 1940), deutscher Fußballspieler
- Hennig, Dora (1902–1989), deutsche Politikerin (SPD)
- Hennig, Edward (1879–1960), US-amerikanischer Turner
- Hennig, Edwin (1882–1977), deutscher Paläontologe
- Hennig, Eike (* 1943), deutscher Politikwissenschaftler und Soziologe
- Hennig, Elena (* 1977), belarussisch-deutsche Basketballspielerin
- Hennig, Elisabeth (1900–1958), deutsche politische Aktivistin (SPD)
- Hennig, Ernst Ludwig (1816–1878), deutscher Jurist und Politiker
- Hennig, Falko (* 1969), deutscher Schriftsteller und Journalist
- Hennig, Friedrich (* 1949), deutscher Unfallchirurg, Hochschullehrer in Erlangen
- Hennig, Fritz Leopold (1895–1951), deutscher Maler und Grafiker
- Hennig, Georg (* 1937), österreichischer Diplomat
- Hennig, Georg Ernst Sigismund (1749–1809), deutscher evangelischer Theologe
- Hennig, Gerd (1935–2017), deutscher Fußballschiedsrichter
- Hennig, Gerhard (* 1897), deutscher Kapitän zur See der Kriegsmarine
- Hennig, Gerhard (* 1938), deutscher evangelischer Theologe und Hochschullehrer
- Hennig, Gitta-Kristine (* 1944), deutsche Kunsthistorikerin
- Hennig, Gregor (* 1974), deutscher Musikproduzent, Songwriter und Schlagzeuger
- Hennig, Günter (* 1928), deutscher Verlagsleiter des SED-Verlags Dietz
- Hennig, Gustav Adolph (1797–1869), deutscher Historienmaler, Porträtist, Grafiker, Radierer und Lithograf
- Hennig, Hans-Detlev (1927–2017), deutscher Bildhauer
- Hennig, Hans-Joachim (1945–2017), deutscher Maler und Grafiker
- Hennig, Heike (* 1966), deutsche Theaterregisseurin und Choreografin
- Hennig, Heinrich Ludwig (1760–1821), Unternehmer und Hammerwerksbesitzer
- Hennig, Heinrich von (1818–1869), preußischer Gutsbesitzer und Politiker, Mitglied der Frankfurter Nationalversammlung
- Hennig, Heinz (1927–2002), deutscher Musikpädagoge und Chorleiter
- Hennig, Heinz von (1883–1947), deutscher Marineoffizier, zuletzt Konteradmiral sowie Schachspieler
- Hennig, Horst (1926–2020), deutscher Sanitätsoffizier, Opfer der Diktatur in der DDRHorst Hennig (1926–2020)

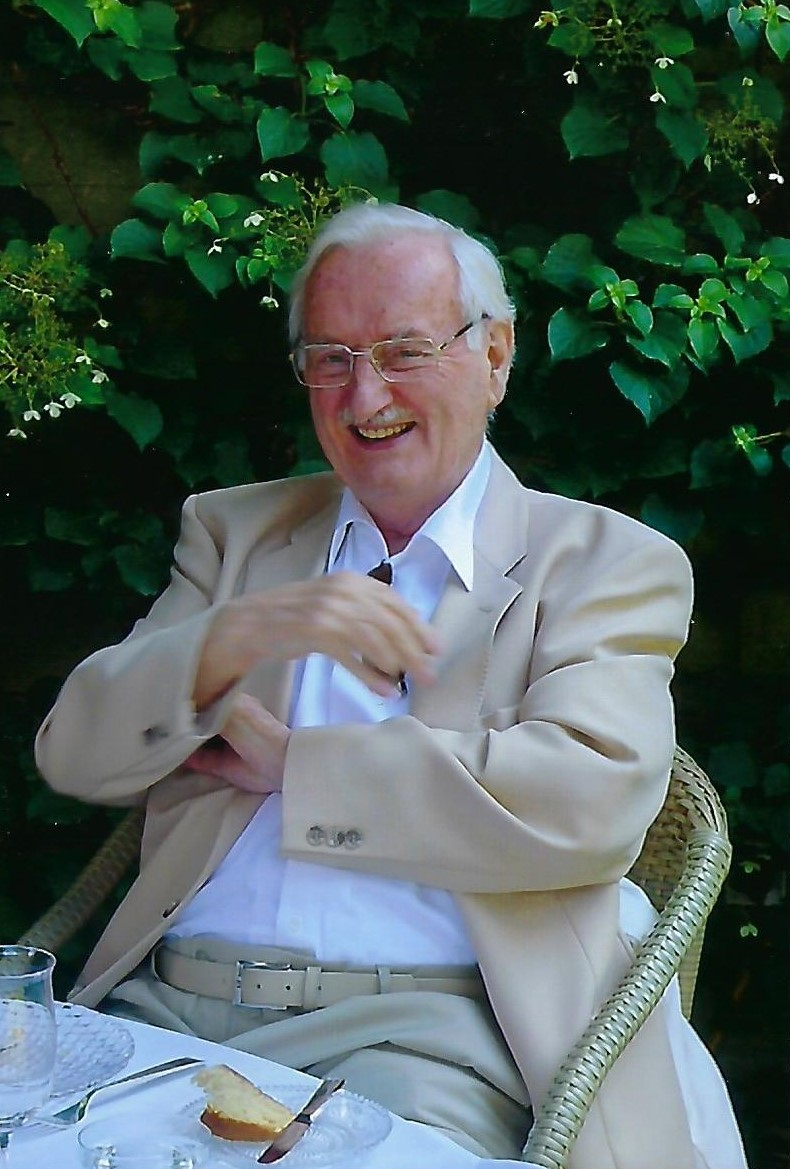
Horst Hennig (1926–2020)

- Hennig, Horst (* 1937), deutscher Chemiker und Hochschullehrer
- Hennig, Jessica (* 1988), deutsche Politikerin (SPD), MdHB
- Hennig, Johann Benjamin, Unternehmer und Hammerwerksbesitzer
- Hennig, Johann Friedrich, Unternehmer und Hammerwerksbesitzer
- Hennig, Johann Friedrich (1750–1814), deutscher Grafiker, Maler und Kupferstecher
- Hennig, Johann Heinrich (1710–1789), Unternehmer und Hammerwerksbesitzer
- Hennig, John (1911–1986), irisch-deutscher Literatur- und Religionswissenschaftler
- Hennig, Jörg (* 1941), deutscher Germanist
- Hennig, Juliane (* 1975), deutsche Fernsehmoderatorin
- Hennig, Julius von (1822–1877), deutscher Politiker, Jurist und Rittergutsbesitzer, MdR (NLP)
- Hennig, Jürgen (* 1951), deutscher Chemiker
- Hennig, Karl (1890–1973), deutscher Wirtschaftswissenschaftler, Sachbuchautor, Ingenieur und Hochschullehrer
- Hennig, Karl (1903–1992), deutscher evangelischer Theologe
- Hennig, Karl Rudolf (1874–1906), deutscher Raubmörder
- Hennig, Klaus (1932–2007), deutscher Gebrauchsgrafiker
- Hennig, Klaus (1934–2020), deutscher Physiker
- Hennig, Klaus (* 1936), deutscher Experimentalphysiker
- Hennig, Klaus (* 1944), deutscher Judoka
- Hennig, Klaus-Peter (* 1947), deutscher Leichtathlet
- Hennig, Korinna (* 1974), deutsche Redakteurin und Moderatorin beim RundfunkKorinna Hennig (* 1974)

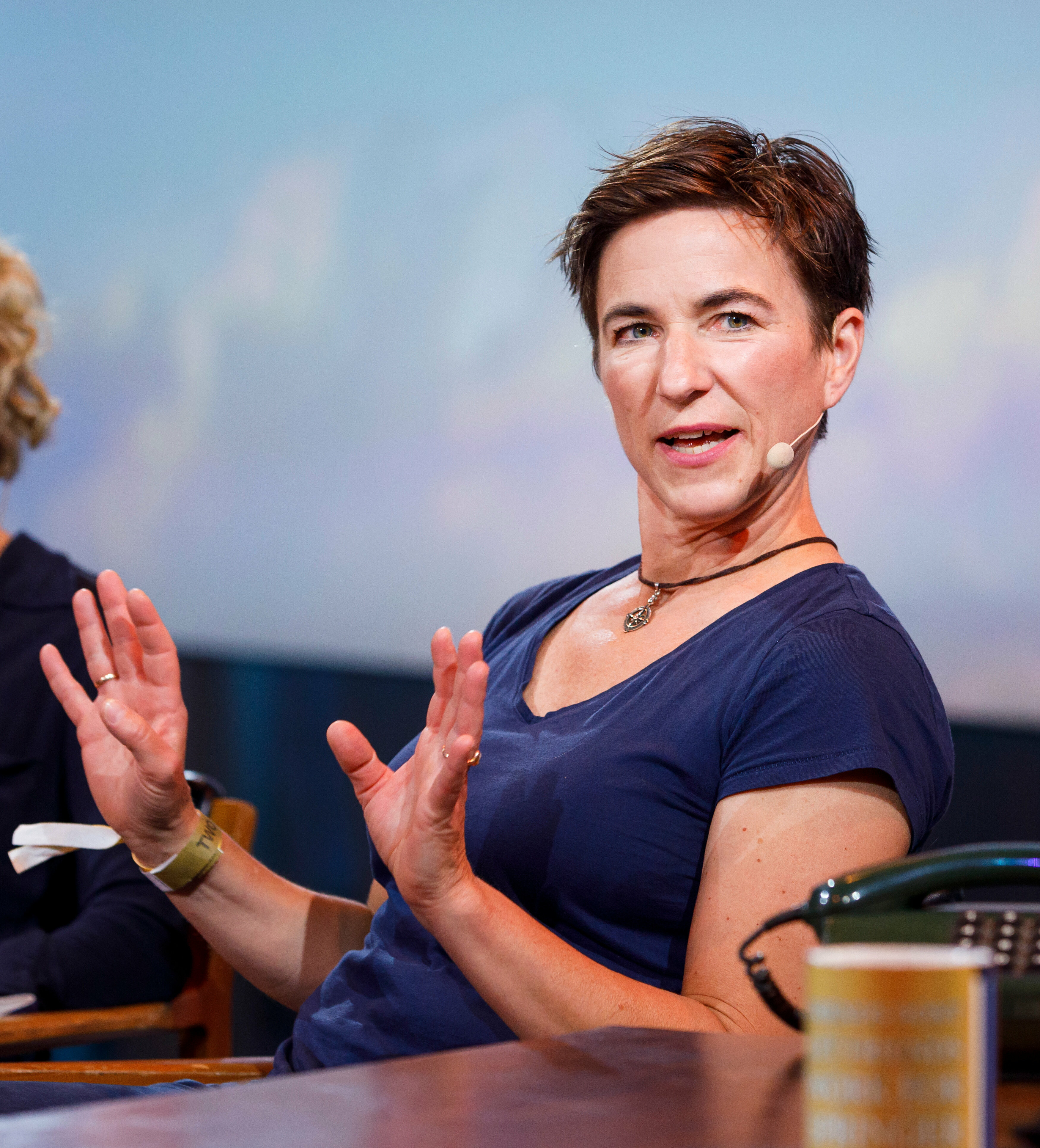
Korinna Hennig (* 1974)

- Hennig, Kurt (1910–1992), deutscher evangelischer Theologe
- Hennig, Lothar (1954–1975), deutsches Todesopfer an der Berliner Mauer
- Hennig, Manfred (* 1952), deutscher Musiker, Keyboarder und Musikpädagoge
- Hennig, Marina (* 1961), deutsche Soziologin
- Hennig, Markus (* 1969), deutscher Jurist
- Hennig, Markus (* 1976), deutscher Autor (Satire, Kabarett und Comedy)
- Hennig, Martha (* 1936), deutsche Trägerin des Bundesverdienstkreuzes
- Hennig, Martin (1864–1920), deutscher Publizist und Direktor des Rauhen Hauses
- Hennig, Maximilian (* 2006), deutscher Fußballspieler
- Hennig, Michael Joseph (1836–1915), deutscher katholischer Geistlicher und Politiker
- Hennig, Ortwin (* 1950), deutscher Diplomat
- Hennig, Ottfried (1937–1999), deutscher Politiker (CDU), MdL, MdBOttfried Hennig (1937–1999)

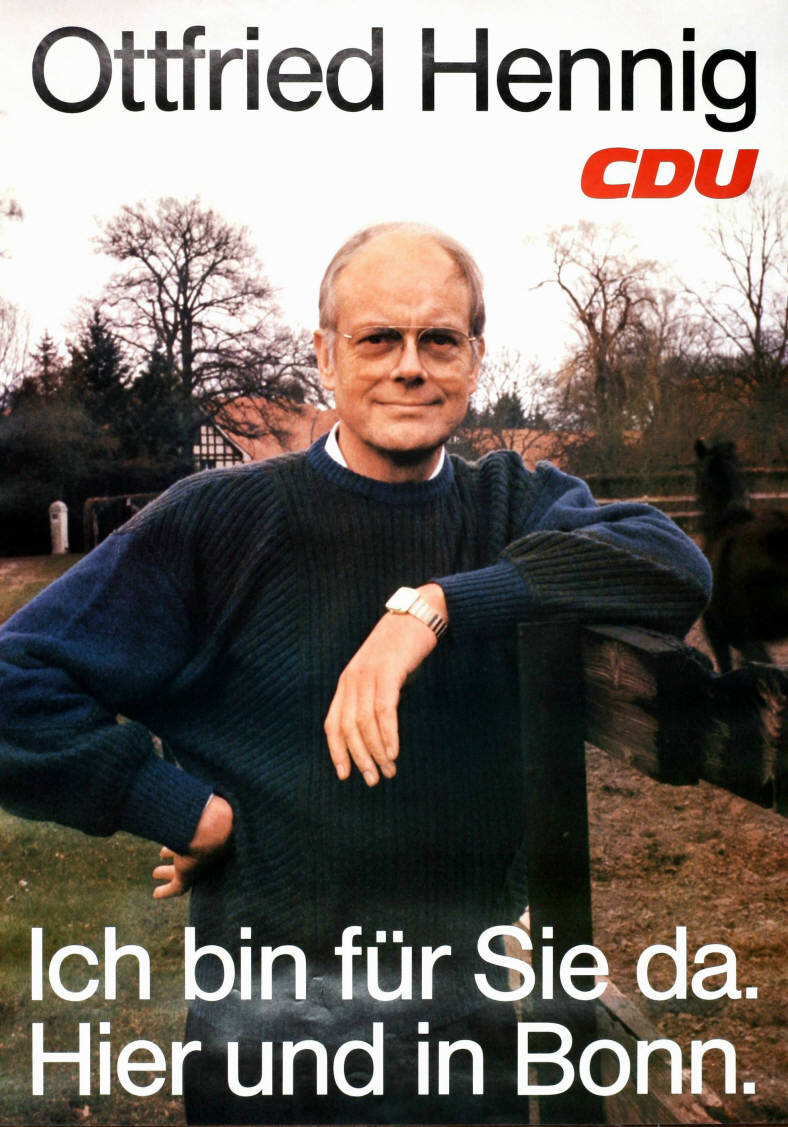
Ottfried Hennig (1937–1999)

- Hennig, Paul (1874–1930), deutscher Gewerkschafter
- Hennig, Peter (1934–2013), deutscher Träger des Bundesverdienstkreuzes
- Hennig, Rainer (* 1945), deutscher Geistlicher, Pfarrer i. R., ehemaliger Umweltbeauftragter der evangelisch-lutherischen Kirche in Bayern
- Hennig, Reinhold (1919–2003), deutscher NDPD-Funktionär und Journalist
- Hennig, Richard (1874–1951), deutscher Verkehrswissenschaftler und historischer Geograph
- Hennig, Richard Theodor von (1852–1926), sächsischer Generalleutnant
- Hennig, Rigolf (1935–2022), deutscher rechtsextremer Publizist und Politiker (NPD)
- Hennig, Roland (* 1967), deutscher Bahnradsportler
- Hennig, Rolf (1928–2016), deutscher Sachbuchautor, Naturphilosoph und Jagdkundler
- Hennig, Rudolf (1895–1944), deutscher Handwerker und Politiker (KPD), MdR
- Hennig, Sebastian (* 1968), deutscher ehemaliger Knabensopran und Bariton
- Hennig, Sebastian (* 1972), deutscher Maler, Kunstkritiker und Publizist
- Hennig, Shelley (* 1987), US-amerikanische Schönheitskönigin, Model und SchauspielerinShelley Hennig (* 1987)

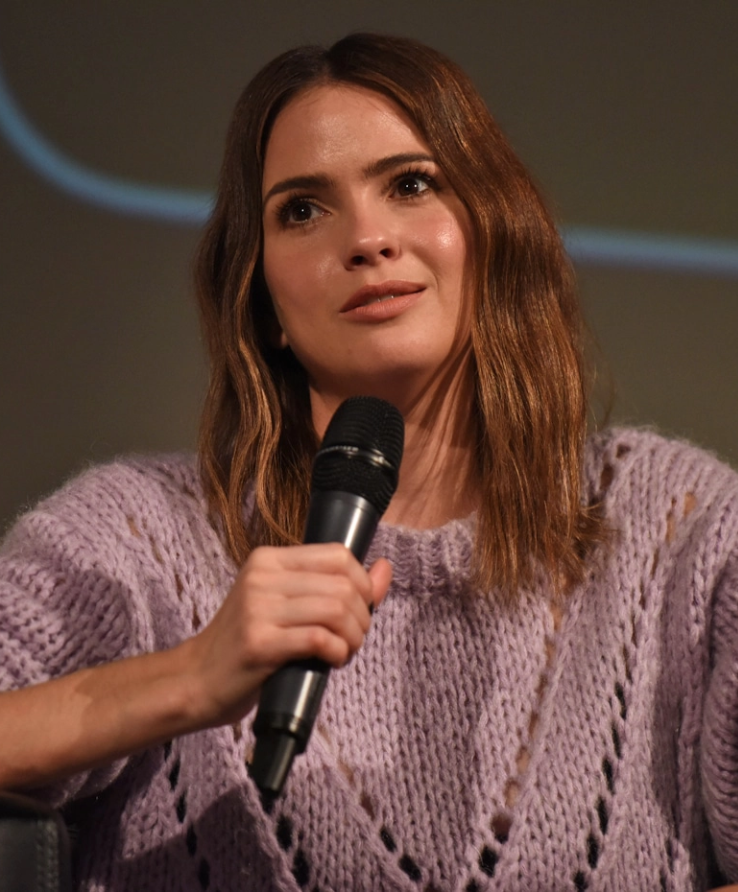
Shelley Hennig (* 1987)

- Hennig, Sonny (1946–2019), deutscher Komponist, Musikproduzent, Sänger, Gitarrist, Keyboarder, Autor und Radiomoderator
- Hennig, Tessa (* 1963), deutsche Schriftstellerin
- Hennig, Thomas (* 1977), deutscher Politiker (CDU)
- Hennig, Veit (* 1961), deutscher Biologe und Dozent
- Hennig, Walter (1903–1965), deutscher Kirchenmusiker und Komponist
- Hennig, Waltraut (1921–2015), deutsche FDGB-Funktionärin und LDPD-Funktionärin, MdV
- Hennig, Werner (1928–1999), deutscher Nachrichtendienstler, Leiter der Abteilung Finanzen des Ministeriums für Staatssicherheit
- Hennig, Werner (1929–2014), deutscher Jurist und Vorsitzender Richter am Bundessozialgericht
- Hennig, Werner (1935–2014), deutscher Maler und Grafiker
- Hennig, Willi (1913–1976), deutscher Zoologe und Phylogenetiker
- Hennig, Winfried (* 1941), deutscher Szenenbildner
- Hennig, Wolfgang (* 1941), deutscher Biologe, Professor für Molekularbiologie
- Hennig-Dotzler, Katharina (* 1996), deutsche Skilangläuferin
- Hennig-Kloska, Paulina (* 1977), polnische Politikerin, Politologin und Wirtschaftsexpertin
- Hennig-Thurau, Thorsten (* 1967), deutscher Wirtschaftswissenschaftler
- Hennig-Wellsow, Susanne (* 1977), deutsche Politikerin (Die Linke), MdLSusanne Hennig-Wellsow (* 1977)

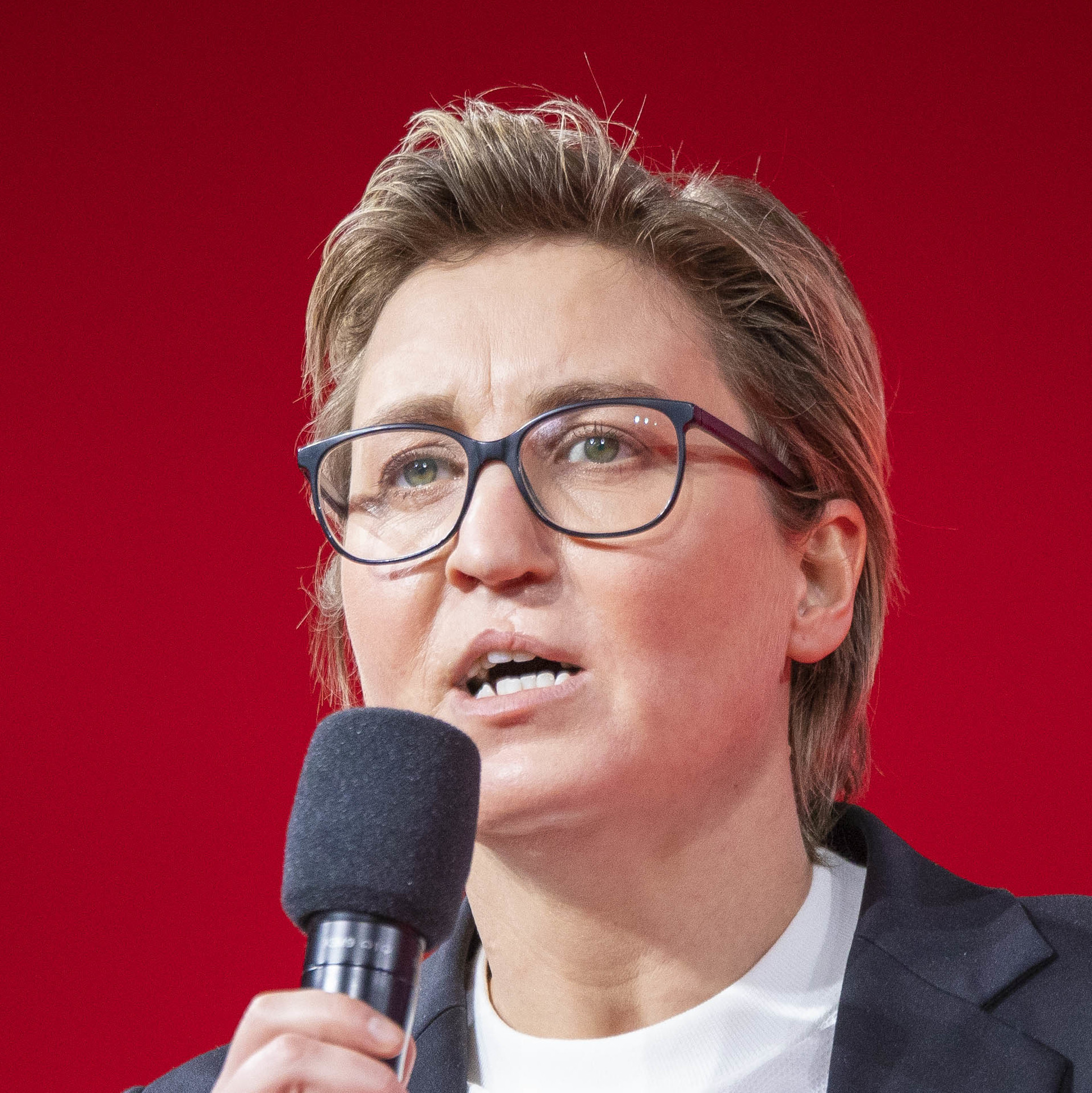
Susanne Hennig-Wellsow (* 1977)

- Hennigan, John (* 1970), US-amerikanischer Pokerspieler
- Hennige, Gerhard (* 1940), deutscher Leichtathlet und Olympiamedaillengewinner
- Hennige, Karl Joachim Jacob (1801–1858), deutscher Kaufmann und Unternehmer
- Hennige, Paul (1839–1903), deutscher Unternehmer
- Hennige, Peter (* 1944), deutscher Automobilrennfahrer
- Henniger von Seeberg, Vinzenz (1847–1916), Kammervorsteher (Hofamt)
- Henniger, Barbara (* 1938), deutsche Karikaturistin und Buchautorin
- Henniger, Gerd (1930–1990), deutscher Kunsthistoriker, Schriftsteller und Übersetzer
- Henniger, Gerhard (1928–1997), deutscher Publizist und Kulturfunktionär
- Henniger, Heinfried (1934–2024), deutscher Journalist, Verlagslektor und Verleger
- Henniger, Julius (1878–1971), deutscher Ornithologe, Lehrer, Autor und Nestor der deutschen Farbenkanarienzucht
- Henniger, Otto (1856–1911), deutscher Verwaltungsjurist und Politiker
- Henniger, Rolf (1925–2015), deutscher Schauspieler, Regisseur und Hochschullehrer
- Henniger, Rolf (1941–1968), deutscher Militär, im Dienst getöteter Grenzsoldat der DDR
- Henniges von Treffenfeld, Joachim (1610–1688), brandenburgischer General
- Hennigfeld, Ursula (* 1977), deutsche Romanistin
- Hennigs, Fritz von (* 1863), preußischer Politiker
- Hennigs, Gösta von (1866–1941), schwedischer Maler und Hochschullehrer
- Hennigs, Ingeborg von (1867–1944), deutsche Diakonisse, Schriftstellerin und Gründerin der Evangelischen Heilandsgemeinschaft (Berlin)
- Hennigs, Victor von (1848–1930), preußischer General der Kavallerie
- Hennigs, Waldemar von (1849–1917), preußischer Generalleutnant

#### Hennin
- Hennin, Franz von (* 1601), deutscher Soldat und Söldner
- Hennin, Rudolf von (1806–1882), deutscher Verwaltungsjurist; Mitglied der Badischen Ständeversammlung
- Henning auf Schönhoff, Gustav von (1830–1905), preußischer Generalleutnant
- Henning auf Schönhoff, Otto von (1813–1877), preußischer Generalmajor und Kommandeur des 19. Infanterie-Brigade
- Henning Mandüvel, Anführer der Vitalienbrüder
- Henning Scharpenberg († 1448), Erzbischof von Riga
- Henning vom Haus († 1488), Bischof von Hildesheim (1471–1481)
- Henning von Bredow, Bischof von Brandenburg (1406–1414)
- Henning, Adolf (1809–1900), deutscher Maler
- Henning, Adolf Wilhelm (1837–1918), deutscher Rittergutsbesitzer und Politiker, MdR
- Henning, Agnes, deutsche Klassische Archäologin
- Henning, Alan (1967–2014), britischer Entwicklungshelfer
- Henning, Alex, Filmtechniker
- Henning, Alexander (1892–1974), russlanddeutscher Literaturhistoriker, Pädagoge und Lyriker
- Henning, André (* 1984), deutscher Feldhockeyspieler und -trainer
- Henning, Andreas (* 1969), deutscher Kunsthistoriker, Kurator und Museumsdirektor
- Henning, Ann-Marlene (* 1964), dänische Psychologin, Sexologin, Moderatorin und AutorinAnn-Marlene Henning (* 1964)

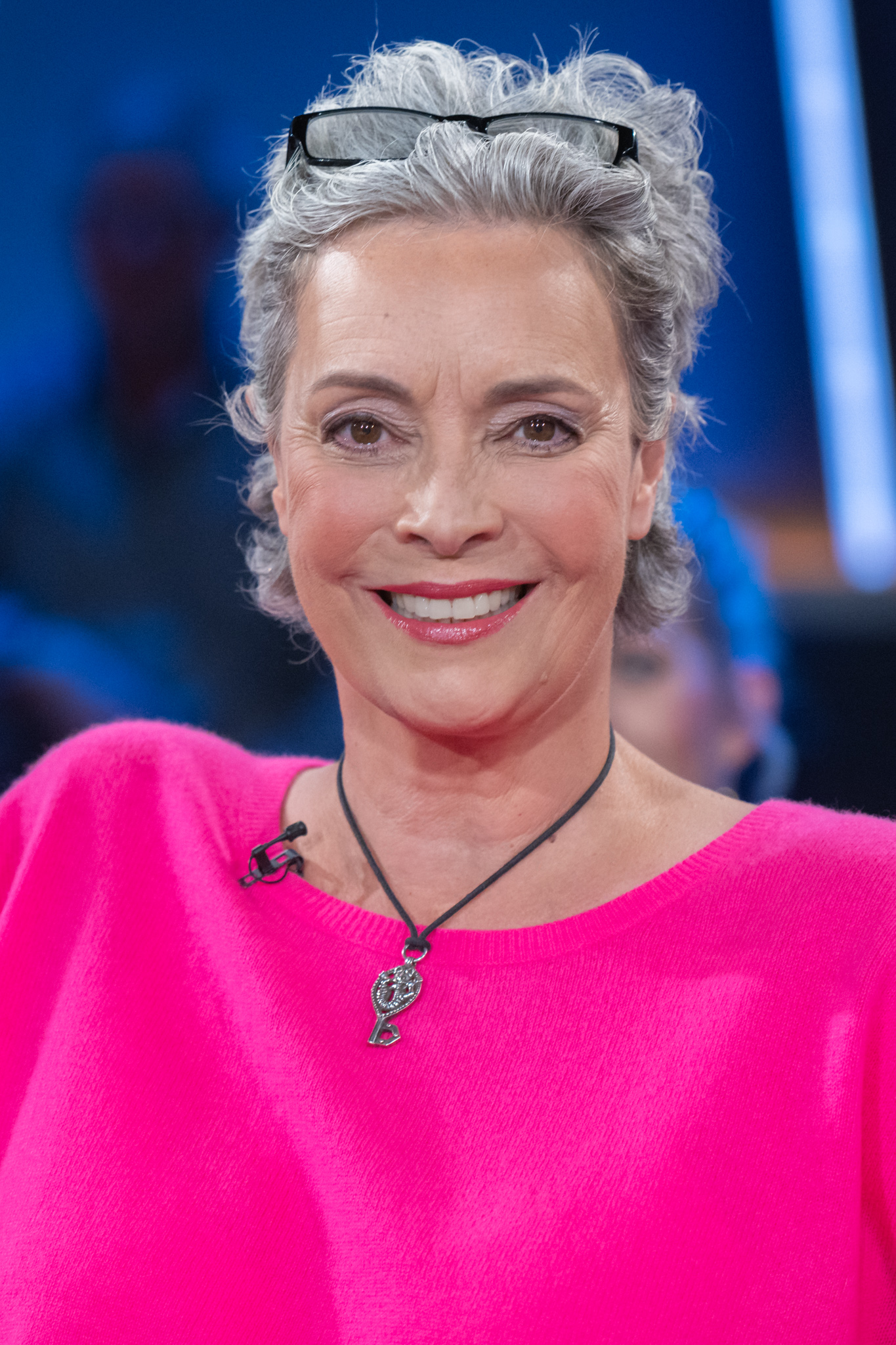
Ann-Marlene Henning (* 1964)

- Henning, Anne (* 1955), US-amerikanische Eisschnellläuferin
- Henning, Anton (* 1964), deutscher Maler
- Henning, Bardo (* 1955), deutscher Jazzmusiker und Komponist
- Henning, Bastian (* 1983), deutscher Fußballspieler
- Henning, Bryan (* 1995), deutscher Fußballspieler
- Henning, Cameron (* 1960), kanadischer Schwimmer
- Henning, Carl (1860–1917), Siebenbürger Mediziner
- Henning, Carl Julius (1813–1848), deutscher Maler
- Henning, Christian (* 1964), deutscher Agrarökonom
- Henning, Christian (* 1977), deutscher Fußballspieler
- Henning, Christine (* 1981), deutsche FernsehmoderatorinChristine Henning (* 1981)

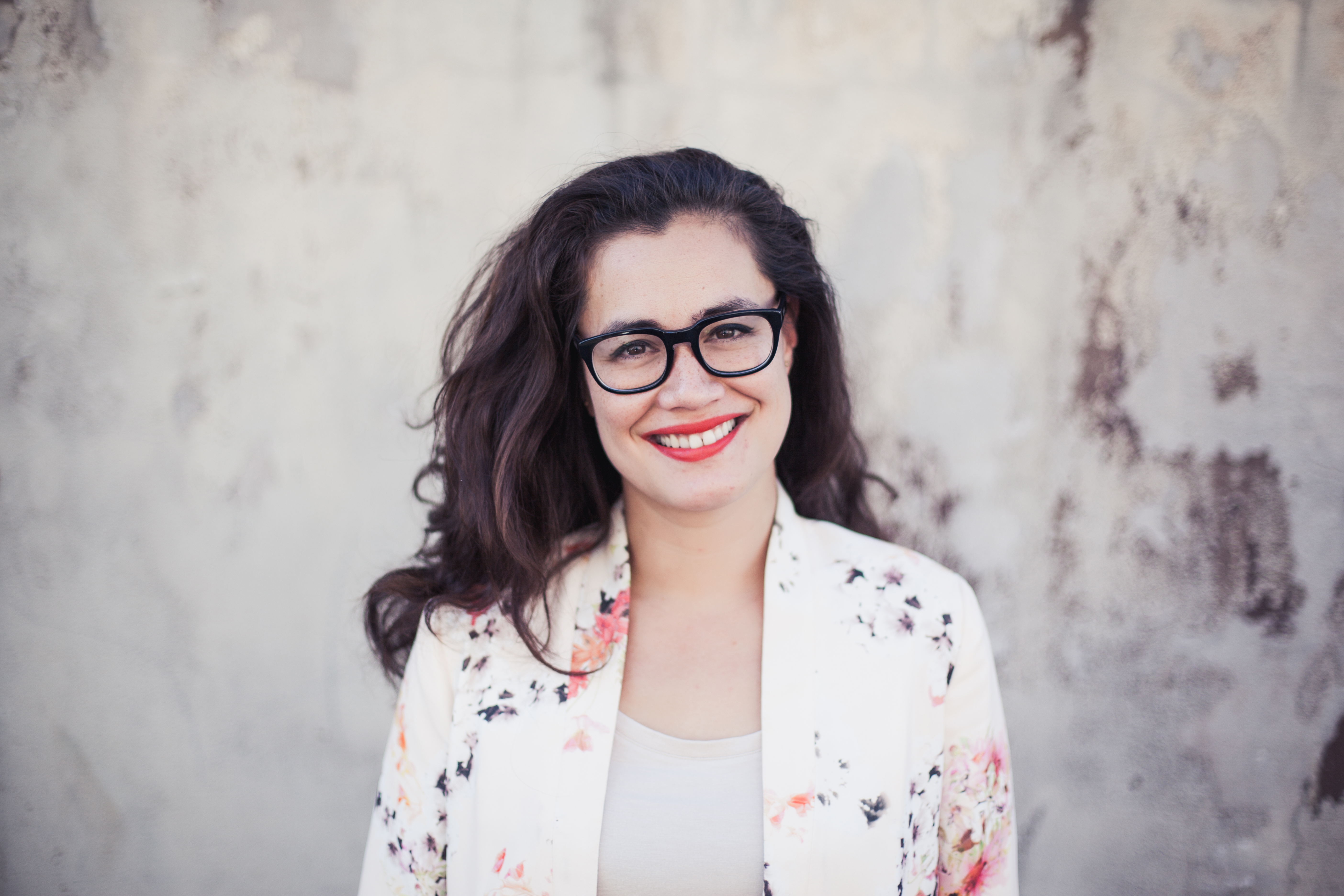
Christine Henning (* 1981)

- Henning, Christoph (* 1973), deutscher Philosoph und Hochschullehrer
- Henning, Dieter (1936–2007), deutscher Ingenieur und Manager
- Henning, Dietrich Heinrich, deutscher Gastwirt und Königlich Hannoverscher Hof-Asphalt-Fabrikant
- Henning, Doug (1947–2000), kanadischer Zauberkünstler und Großillusionist
- Henning, Eckart (* 1940), deutscher Archivar und Historiker
- Henning, Eduard (1812–1860), deutscher Jurist und Politiker
- Henning, Edvin Wilhelm (1899–1955), schwedischer Maler und Bildhauer
- Henning, Emil (1824–1891), deutscher Lithograf
- Henning, Ernst (1892–1931), deutscher Politiker (SPD, USPD, KPD), MdHB
- Henning, Erwin (1901–1993), deutscher Maler
- Henning, Eva (1920–2016), schwedische Schauspielerin
- Henning, Fabian (* 1989), deutscher Rettungsschwimmer
- Henning, Frank (* 1966), deutscher Finanzbeamter und Politiker (SPD), MdL
- Henning, Friedrich (1917–2008), deutscher Historiker
- Henning, Friedrich-Wilhelm (1931–2008), deutscher Wirtschafts- und Sozialhistoriker
- Henning, Fritz (1877–1958), deutscher Physiker
- Henning, Georg Friedrich (1863–1945), deutscher Pharmazeut und Unternehmer
- Henning, Georg Wilhelm (1676–1750), deutsch-russischer Ingenieur, Konstrukteur, Offizier und Organisator
- Henning, Gerda (1923–2007), deutsche Malerin
- Henning, Gisela (1936–2003), deutsche Leichtathletin
- Henning, Hagen (* 1964), deutscher SchauspielerHagen Henning (* 1964)

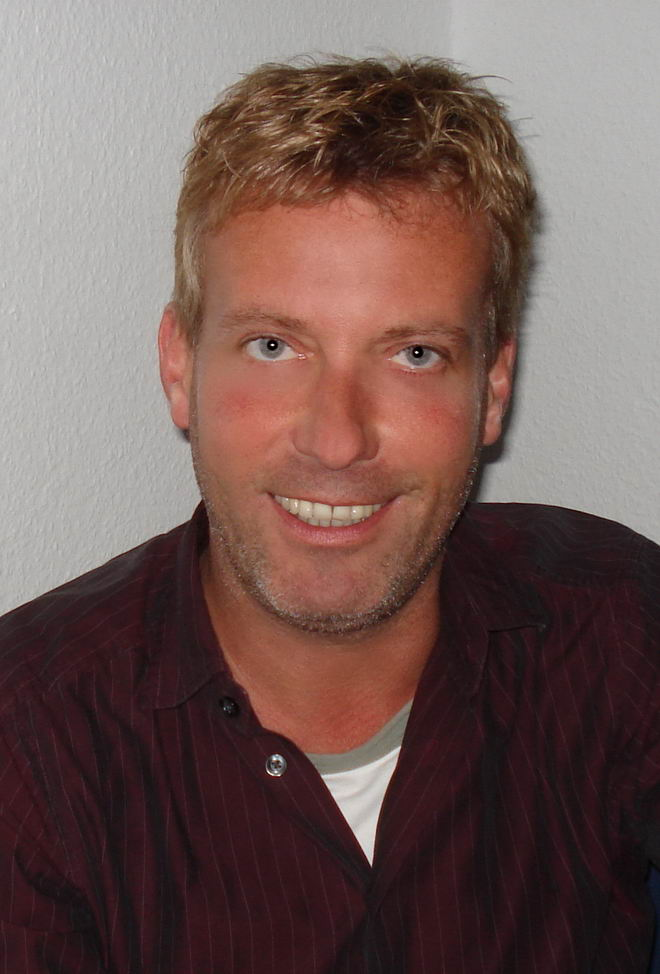
Hagen Henning (* 1964)

- Henning, Hanna (1884–1925), deutsche Drehbuchautorin, Filmregisseurin und Filmproduzentin
- Henning, Hans (* 1874), deutscher Germanist, Literarhistoriker und Lehrer
- Henning, Hans (1885–1946), deutscher Psychologe und Hochschullehrer
- Henning, Hans (1895–1948), deutscher Konteradmiral der Kriegsmarine
- Henning, Hans H F (1927–2015), deutscher Germanist und Literaturhistoriker
- Henning, Hans-Martin (* 1959), deutscher Physiker
- Henning, Hans-Peter (* 1960), deutscher Schauspieler
- Henning, Hans-Ulrich (1950–2020), deutscher Chorleiter, Musikpädagoge und Sänger
- Henning, Hansjoachim (1937–2021), deutscher Wirtschafts- und Sozialhistoriker
- Henning, Harald (* 1957), deutscher Politiker (CDU)
- Henning, Heike (* 1974), deutsche Musikpädagogin, Universitätsprofessorin, Chorleiterin
- Henning, Helga (1937–2018), deutsche Leichtathletin
- Henning, Hildegard, deutsche Typografin
- Henning, Horst (1937–1995), deutscher Politiker (SPD) und Oberbürgermeister von Leverkusen (1984–1994)
- Henning, Horst-Heinz (1920–1998), deutscher Schlagerkomponist
- Henning, Irmgard (1919–2003), deutsche Volksschauspielerin und Hörspielsprecherin
- Henning, Jacob (1633–1704), deutscher evangelischer Theologe
- Henning, Joachim (* 1951), deutscher Mittelalterarchäologe
- Henning, Johann Wilhelm Mathias (1783–1868), evangelischer deutscher Theologe, Pädagoge und Geographiedidaktiker
- Henning, Josephine (* 1989), deutsche FußballspielerinJosephine Henning (* 1989)

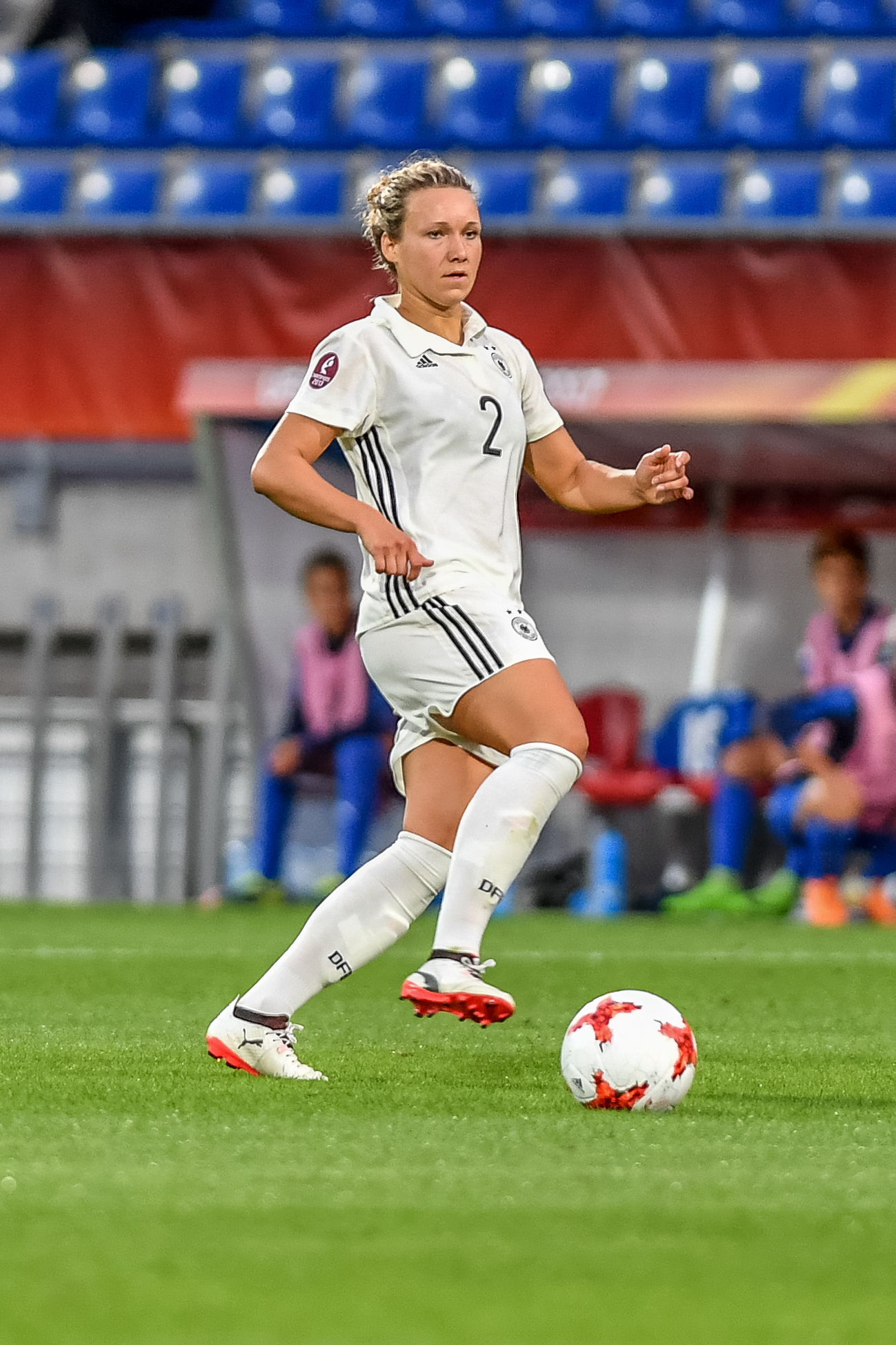
Josephine Henning (* 1989)

- Henning, Klaus (* 1945), deutscher Kybernetiker und Informationswissenschaftler
- Henning, Leopold von (1791–1866), deutscher Philosoph
- Henning, Levin (* 1999), deutscher Kinderdarsteller
- Henning, Lorne (* 1952), kanadischer Eishockeyspieler, -trainer und -funktionär
- Henning, Magnus (1904–1995), baltischer Komponist und Pianist
- Henning, Maike (* 1999), deutsche Volleyballspielerin
- Henning, Marie (1895–1948), deutsche Politikerin (KPD), MdHB
- Henning, Max (1861–1927), deutscher Arabist und Publizist
- Henning, Megan (* 1978), US-amerikanische Schauspielerin
- Henning, Michael (* 1985), deutscher Skilangläufer
- Henning, Niklas (* 1964), schwedischer Skirennläufer
- Henning, Norbert (1896–1985), deutscher Internist
- Henning, Olaf (* 1968), deutscher Schlagersänger und SongschreiberOlaf Henning (* 1968)

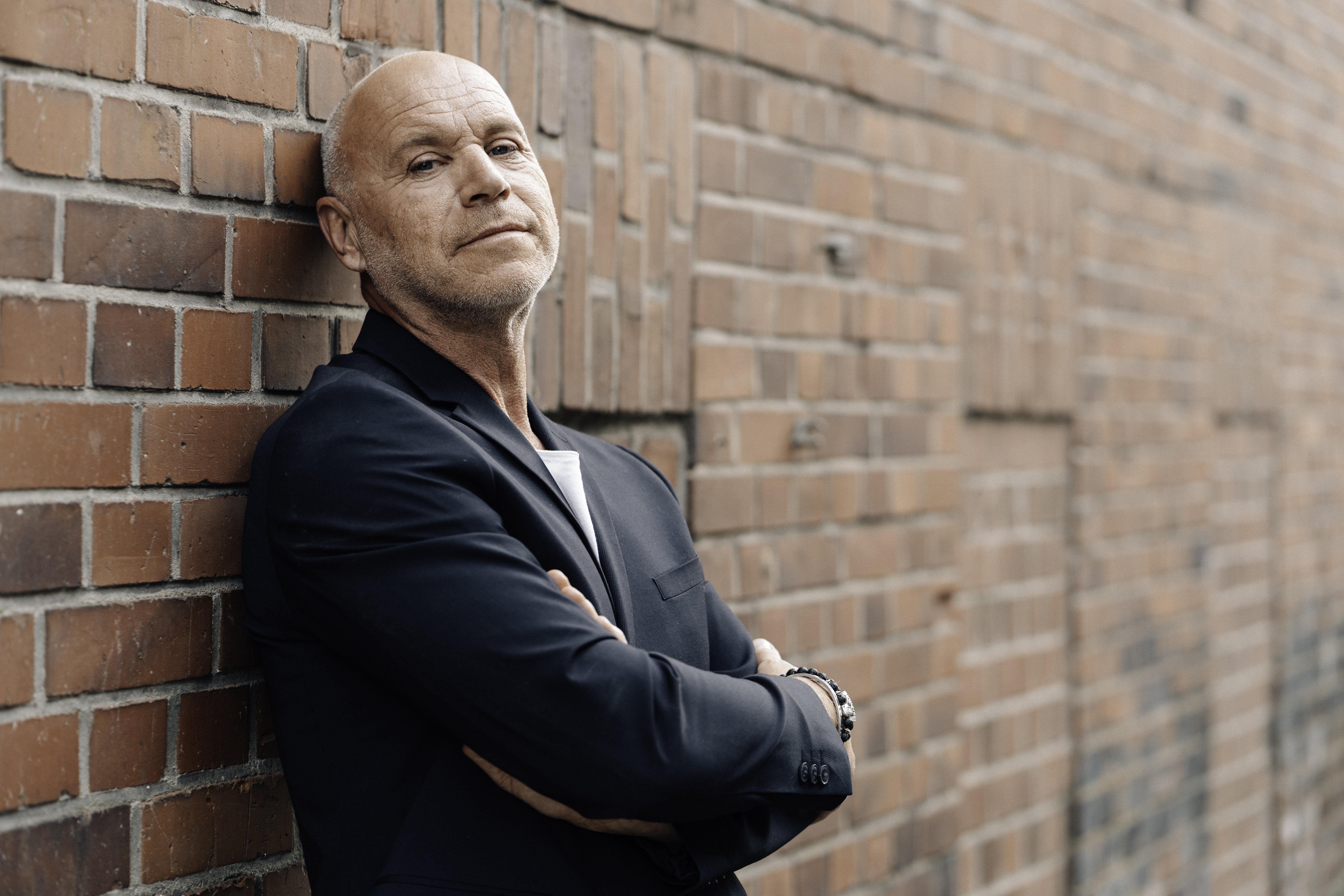
Olaf Henning (* 1968)

- Henning, Otto (1833–1908), deutscher Druckereibesitzer und Politiker, MdR
- Henning, Otto (1884–1950), deutscher Theater- und Filmschauspieler, Theaterregisseur und Intendant
- Henning, Otto (1913–1975), deutscher Politiker (SED)
- Henning, Paul (1911–2005), US-amerikanischer Drehbuchautor und Fernsehproduzent
- Henning, Paul (* 1997), deutscher Volleyball- und Beachvolleyballspieler
- Henning, Paul Rudolf (1886–1986), deutscher Bildhauer und Architekt
- Henning, Peter (* 1956), deutscher Drehbuchautor und Regisseur
- Henning, Peter (* 1958), deutscher Physiker und Informatiker
- Henning, Peter (* 1959), deutscher Journalist und Schriftsteller
- Henning, Philippe de (* 1943), französischer Grafiker und Autorennfahrer
- Henning, Rasmus (* 1975), dänischer Triathlet
- Henning, Richard (* 1964), US-amerikanischer Geistlicher und römisch-katholischer Erzbischof von Boston
- Henning, Roland (1935–2023), deutscher Radsportler (DDR)
- Henning, Rüdiger (1943–2024), deutscher Ruderer
- Henning, Rudolf (1852–1930), deutscher Mediävist und Germanist
- Henning, Rudolf (1921–2005), deutscher Theologe
- Henning, Rudolf-Christian (* 1959), deutscher evangelischer Theologe
- Henning, Rupert (* 1967), österreichischer Schauspieler und Autor
- Henning, Susan (* 1947), US-amerikanisches Model
- Henning, Thomas (* 1956), deutscher AstrophysikerThomas Henning (* 1956)

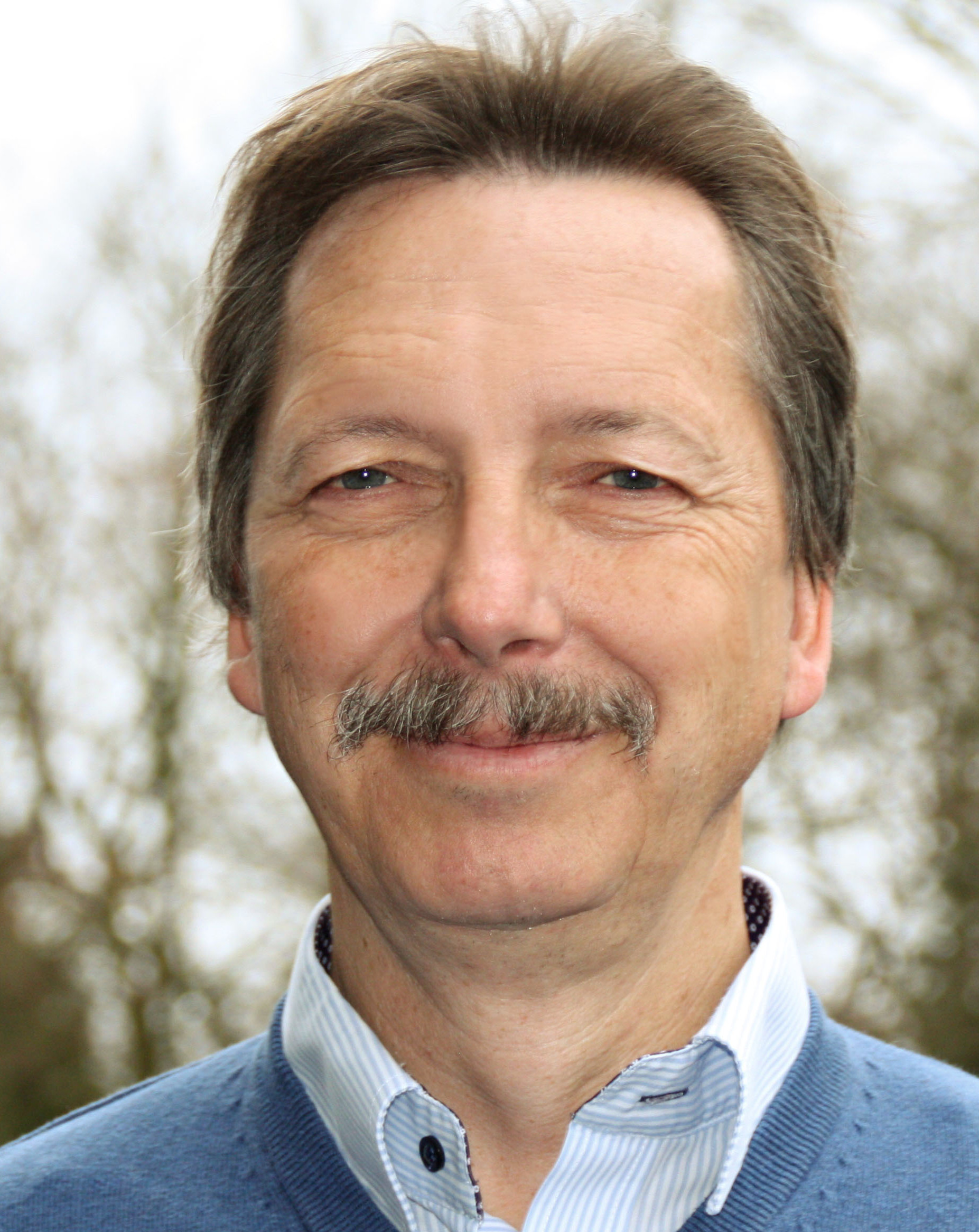
Thomas Henning (* 1956)

- Henning, Thor (1894–1967), schwedischer Schwimmsportler
- Henning, Tim (* 1976), deutscher Philosoph
- Henning, Ulf (1929–2000), deutscher Biochemiker und Molekularbiologe
- Henning, Uno (1895–1970), schwedischer Schauspieler
- Henning, Walter (* 1939), deutscher Physiker
- Henning, Walter Bruno (1908–1967), deutscher Linguist für mitteliranische Sprachen
- Henning, Werner (* 1956), deutscher Politiker (CDU)
- Henning, Wilhelm (1879–1943), deutscher Militär und Politiker (DNVP, DVFP, NSDAP), MdR
- Henning, Wilhelm von (1819–1896), preußischer Generalleutnant
- Henning, Wilhelm von (1887–1969), deutscher Offizier, zuletzt Generalmajor der Wehrmacht
- Henning, Wolfgang (1943–2007), deutscher Fußballschiedsrichter in der DDR
- Henning, Wolfgang (* 1946), deutscher Maler und Zeichner
- Henning-Hennings, Willi (1888–1974), deutscher Bildhauer und Pädagoge
- Henning-Hermann, Thusnelda (1877–1965), österreichische Dichterin
- Henning-Jensen, Astrid (1914–2002), dänische Regisseurin und Drehbuchautorin
- Henning-Jensen, Bjarne (1908–1995), dänischer Schauspieler und Filmregisseur
- Henning-Roth, Margarete (* 1899), deutsche Schauspielerin
- Henninger, Aloys (1814–1862), nassauischer Dichter und Schriftsteller
- Henninger, Annette (* 1966), deutsche Politologin und Hochschullehrerin
- Henninger, Bianca (* 1990), US-amerikanisch-mexikanische Fußballtorhüterin
- Henninger, Dieter (* 1944), deutscher Offizier, Generalmajor der Bundeswehr
- Henninger, Egon (1940–2025), deutscher SchwimmsportlerEgon Henninger (1940–2025)

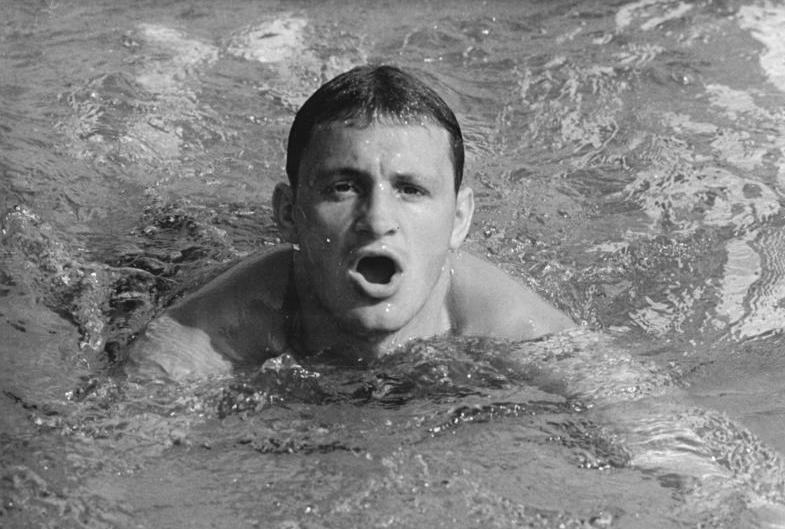
Egon Henninger (1940–2025)

- Henninger, Friedrich Wilhelm (1817–1881), deutscher Pfarrer und Revolutionär in Baden
- Henninger, Hans (1905–1937), deutscher Schauspieler
- Henninger, Johann Sigismund (1667–1719), Arzt und Hochschullehrer, Kanoniker, Mitglied der Leopoldina
- Henninger, Joseph (1906–1991), deutscher Geistlicher (römisch-katholisch), Steyler Missionar und Ethnologe
- Henninger, Klaus (1929–2011), deutscher Kommunalpolitiker (CSU), Landrat in Bayern
- Henninger, Manfred (1894–1986), deutscher Maler, Zeichner, Grafiker, Keramiker und Hochschullehrer
- Henninger, Otto (1885–1966), deutscher Ingenieur und Manager in der Elektrizitätswirtschaft
- Henninger, Philipp (1917–1986), deutscher Fußballspieler
- Henninger, Werner (* 1929), deutscher Konteradmiral der Volksmarine
- Henninges, Barbara (* 1939), deutsche literarische Übersetzerin
- Henninges, Benno von (1836–1899), preußischer Generalleutnant
- Henninges, Hasso von (* 1943), deutscher Maler und Sozialwissenschaftler
- Henninghaus, Augustin (1862–1939), deutscher Ordensgeistlicher, Missionar und Apostolischer Vikar von Yenchowfu
- Hennings, Albrecht (* 1920), deutscher Filmarchitekt der Adenauer-Ära
- Hennings, Alfred (1919–2014), deutscher Designer
- Hennings, Artur (1940–2003), deutscher Schachspieler
- Hennings, August (1746–1826), dänisch-schleswig-holsteinischer Politiker, Publizist und Schriftsteller der Aufklärungszeit
- Hennings, Barbara (* 1944), deutsche Filmeditorin und Hochschullehrerin der IFS Köln
- Hennings, Barbara (* 1960), deutsche Autorin
- Hennings, Chad (* 1965), US-amerikanischer American-Football-Spieler
- Hennings, Christina (* 1984), deutsche Ruderin
- Hennings, David (* 1957), US-amerikanischer Kameramann
- Hennings, Emmy (1885–1948), deutsche Schriftstellerin, Kabarettistin und LebenskünstlerinEmmy Hennings (1885–1948)

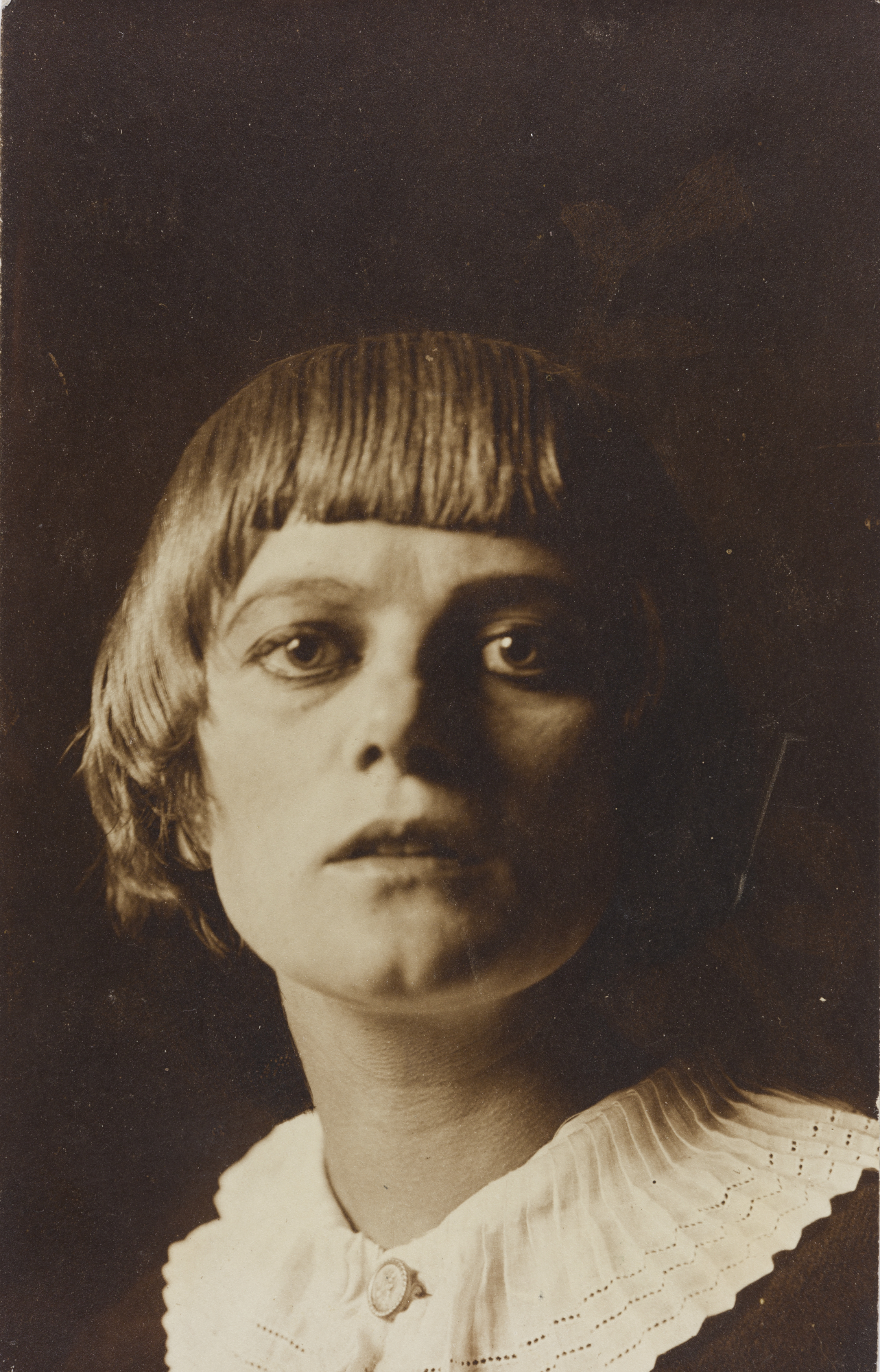
Emmy Hennings (1885–1948)

- Hennings, Ernest Martin (1886–1956), deutsch-US-amerikanischer Maler
- Hennings, Fred (1895–1981), österreichischer Kammerschauspieler und Autor
- Hennings, Friedrich (1838–1922), Schweizer Bauingenieur
- Hennings, Friedrich (* 1872), deutscher Architekt
- Hennings, Johann, Bildschnitzer
- Hennings, Johann Christoph (1708–1764), deutscher Bibliothekar und Physiker
- Hennings, Johann Friedrich (1838–1899), deutscher Genre- und Landschaftsmaler
- Hennings, Johannes (1900–1973), deutscher Politiker (BHE), MdL Württemberg-Baden
- Hennings, Justus Christian (1731–1815), deutscher Moralphilosoph und Aufklärer
- Hennings, Paul (1893–1965), deutscher Buchhändler, Antiquar und Schriftsteller
- Hennings, Paul Christoph (1841–1908), deutscher Botaniker und Mykologe
- Hennings, Ralf-Dirk (* 1946), deutscher Informations- und Kommunikationswissenschaftler
- Hennings, Rouwen (* 1987), deutscher FußballspielerRouwen Hennings (* 1987)

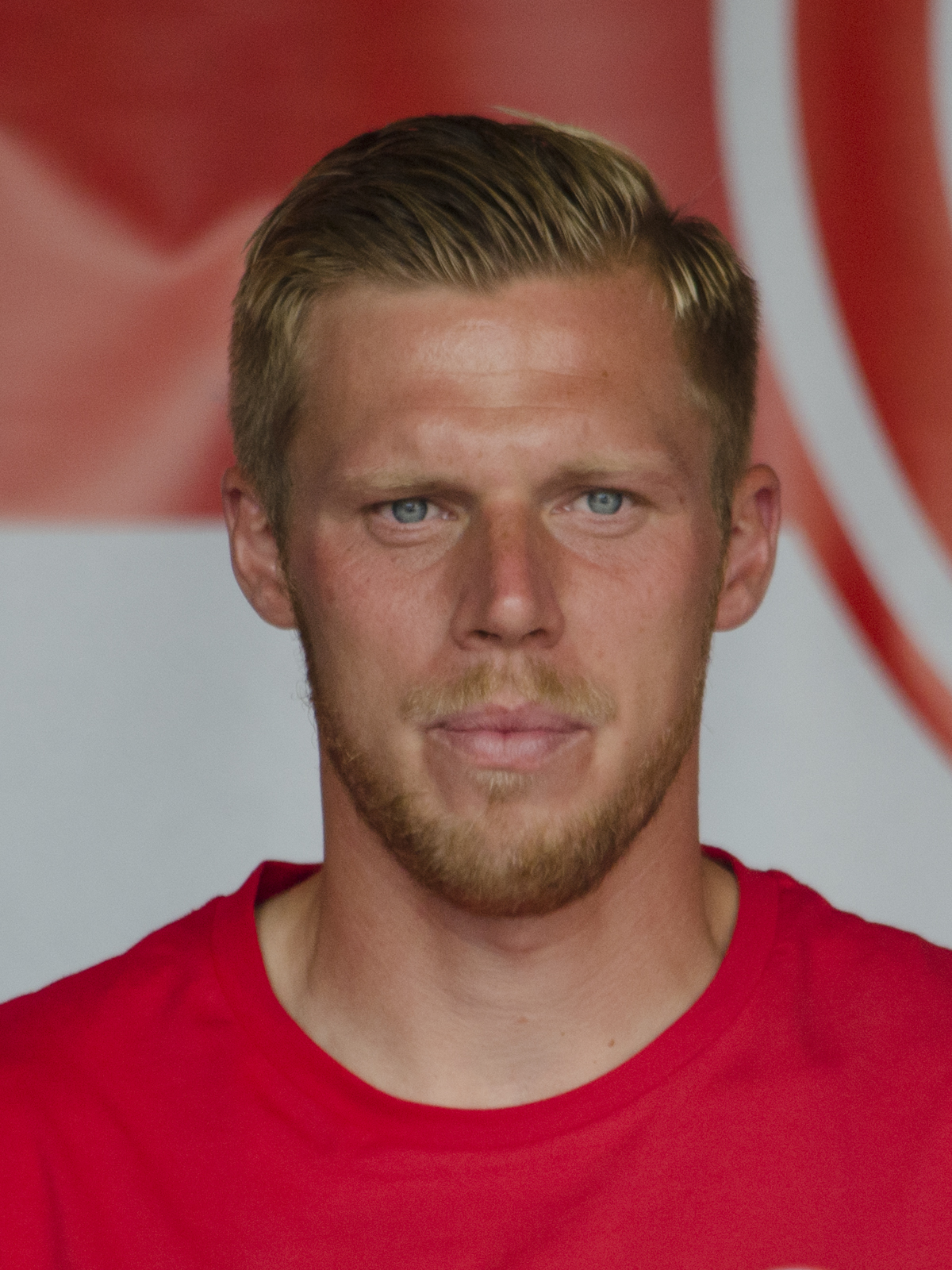
Rouwen Hennings (* 1987)

- Hennings, Sam (* 1950), US-amerikanischer Schauspieler
- Hennings, Simon (1608–1661), deutscher lutherischer Theologe und Geistlicher
- Hennings, Thomas C. (1903–1960), US-amerikanischer Politiker (Demokratische Partei)
- Hennings, Wolf (* 1944), deutscher evangelisch-lutherischer Pfarrer i. R. und Autor
- Henningsen, Axel (1883–1972), deutscher Lehrer und Ministerialbeamter
- Henningsen, Bernd (* 1945), deutscher Politikwissenschaftler und Skandinavist
- Henningsen, Dierk (* 1935), deutscher Geologe und Hochschullehrer
- Henningsen, Erik (1855–1930), dänischer Maler und Illustrator
- Henningsen, Franziska (1948–2015), deutsche Psychoanalytikerin
- Henningsen, Frederik (* 1988), deutscher Basketballspieler
- Henningsen, Hans Detlev (1893–1980), deutscher Maler
- Henningsen, Harry (1895–1944), deutscher Politiker (NSDAP), MdHB, MdR
- Henningsen, Hermann (1890–1966), deutscher Politiker (SPD), MdL
- Henningsen, Inken-Viktoria (* 1993), deutsche Basketballspielerin
- Henningsen, Johan (1876–1952), grönländischer Landesrat
- Henningsen, Juliane (* 1984), grönländische Politikerin (Inuit Ataqatigiit)
- Henningsen, Jürgen (1933–1983), deutscher Erziehungswissenschaftler und als Hochschullehrer vor allem in der Lehrerausbildung tätig
- Henningsen, Lise (1931–2019), dänische Schauspielerin
- Henningsen, Paula (1881–1969), deutsche Politikerin und Mitglied der Hamburgischen Bürgerschaft
- Henningsen, Poul (1894–1967), dänischer Designer und selbstständiger Architekt
- Henningsen, Ulla (* 1951), dänische Schauspielerin und Sängerin
- Henningsson, Philip (* 1995), schwedischer Handballspieler

#### Hennip
- Hennipman, Truus (1943–2024), niederländische Sprinterin

#### Henniq
- Hennique, Léon (1851–1935), französischer Schriftsteller

#### Hennis
- Hennis, Wilhelm (1923–2012), deutscher Politikwissenschaftler
- Hennis-Plasschaert, Jeanine (* 1973), niederländische Politikerin (VVD), MdEP
- Hennissart, Martha (1929–1997), US-amerikanische Schriftstellerin

#### Hennix
- Hennix, Pelle, schwedischer Skisportler

### Hennk
- Hennke, Otto (1882–1949), deutscher Polizeirat und Abgeordneter in Danzig

### Henno
- Henno, Sass (* 1982), estnischer Schriftsteller
- Hennoste, Tiit (* 1953), estnischer Sprachwissenschaftler

### Hennr
- Hennrich, Kurt (1931–2020), tschechoslowakischer Skirennläufer
- Hennrich, Michael (* 1965), deutscher Politiker (CDU), MdB
- Hennrich, Sabine (* 1962), deutsche Politikerin (CDU), MdL
- Hennrichs, Joachim (* 1965), deutscher Rechtswissenschaftler und Hochschullehrer

### Hennu
- Hennum, Anders (* 1987), norwegischer Biathlet

### Henny
- Henny, Kaspar (* 1968), Schweizer Gleitschirmpilot
- Henny, Max (1885–1968), niederländischer Fußballspieler

### Hennz
- Hennze, Joachim (* 1957), deutscher Kunst- und Architekturhistoriker